# Girls' Generation
Girls' Generation (en français : « génération de filles » qui signifie : "l'Ère des filles") est un girl group sud-coréen formé par SM Entertainment (SME) en 2007 et à l'origine composé de neuf membres. Depuis 2012, il existe un sous-groupe constitué de Taeyeon, Tiffany et Seohyun : Girls' Generation-TTS. Et en 2018, un deuxième sous-groupe composé de Taeyeon, Sunny, Yuri, Hyoyeon et Yoona débute sous le nom de Girls' Generation-Oh!GG.
Le groupe est généralement appelé par les coréens « SoShi » (소시, Hanja : 少時), ou « SNSD » par les fans des autres pays mais ses véritables noms sont : en coréen, 소녀시대, So Nyeo Shi Dae — d'où le sigle SNSD ou SoShi —, en japonais : 少女時代, Shōjo Jidai et en mandarin : 少女时代, Shàonǚ Shídài. Il aussi possible d'utiliser le sigle du nom anglophone du groupe soit « GG » pour « Girls' Generation ».
Après un début de carrière en Corée du Sud, le groupe a exporté sa production au Japon puis dans le reste de l'Asie.
Les performances du groupe ont été récompensées par plusieurs distinctions musicales coréennes dont un Disk Daesang, lors des 25e Golden Disk Awards pour l'album Oh! ; et deux Daesang lors des 19e et 20e Seoul Music Awards. Le groupe a également reçu le titre de « Meilleur artiste de l'année » lors des Mnet Asian Music Awards 2011. Il a été considéré un moment comme le groupe numéro un en Asie,.
Leur réussite leur a valu de nombreux titres comme Nation's Girl Group, (“girl group national”). C'est un des exemples des succès de la K-Pop qui propose un univers sexy mais qui reste «convenable» : une image de jeunes femmes dynamiques et non de rebelles.

## Carrière

### 2000-2008: Formation et débuts difficiles

#### Formation du groupe
La première membre du groupe à rejoindre le label est Jessica, en 2000 : elle a onze ans quand elle est repérée — avec sa sœur Krystal — par SM Entertainment pendant un voyage familial en Corée du Sud. D'origine américaine, sa famille s'installe dans le pays, et elle choisit un nom coréen : « Jung Soo-yeon » (정수연).
La même année, Sooyoung au chant et Hyo-yeon à la danse sont recrutées après une audition.
En 2001, Yuri rentre dans le groupe après être arrivée deuxième au « S.M. Youth Best Dancer competition ».
En 2002, Yoona est sélectionnée en interprétant une chanson de sa chanteuse préférée BoA et en dansant sur une musique de Britney Spears.
Auparavant, Yoona avait passé plus de 200 auditions pour tourner des clips, des dramas ou encore des films et Sooyoung faisait partie d'un duo nommé Route φ, actif sur la scène musicale japonaise en 2002 et 2003,.
En 2003, Seohyun, la plus jeune membre du groupe entre à la SME après avoir été repérée par un employé de cette compagnie alors qu'elle était dans le métro.
La leader du groupe Taeyeon est rentrée à la SME en gagnant la première place de « S.M. Youth Singing Competition » en 2004. La même année, Tiffany a passé l'audition au « S.M.'s Starlight Casting System » à Los Angeles et rejoint la SME en octobre 2004.
La dernière membre à être entrée est Sunny, même si en réalité, elle était sous contrat depuis 1998 : cinq ans après, elle est transférée à Starworld, où elle a ensuite été entraînée pour faire partie d'un duo nommé Sugar mais qui n'a jamais débuté. Sur les recommandations de la chanteuse japonaise IconiQ, Sunny est retournée chez SM Entertainment et est devenue membre des Girls' Generation. Anecdote : le fondateur de la SME est son oncle.
Soyeon, qui à l'époque était sous contrat avec la SME devait normalement aussi intégrer le groupe, étant même pressentie pour en être la leader. Elle a dû toutefois quitter la compagnie six mois avant le lancement du groupe pour des raisons personnelles. Elle deviendra par la suite membre du groupe T-ara en juillet 2009.

#### Contexte: comparaisons
Jusqu'en 2007, l'industrie musicale coréenne contient presque exclusivement des groupes d'hommes, des boys band, comme TVXQ, Super Junior, BIGBANG, SS501. Les groupes féminins, ou girl groups, étaient rares, mais cette année-là, trois groupes féminins débutèrent : Kara, Wonder Girls et enfin les Girls' Generation. Bien sûr, le fait qu'elles aient débuté la même année que les deux autres groupes féminins issus de grandes agences, a suscité beaucoup de critiques mais surtout des comparaisons,.

#### Premières réalisations
Quelque temps avant leurs débuts officiels, plusieurs émissions montrant les différents membres en dehors de la scène firent leur apparition. Girls' Generation Goes to School (소녀…학교에 가다) est diffusé à partir du 27 juillet 2007 sur Mnet. Le show constitue un total de neuf épisodes, dont sept centrés sur leur vie de chanteuses, le huitième se glissant dans leur intimité et le dernier étant un épisode bonus dans lequel on peut voir le groupe chanter dans l'ancien lycée de Sunny. Une autre émission, mise à l'antenne sur MTV Korea, montre chacune des neuf filles chez elle.
Le 2 août 2007, sort enfin leur premier single, Into the New World, contenant quatre titres.
Le 1er novembre 2007, le groupe réalise son premier album, Girls' Generation. Le premier titre de l'album, intitulé Girls' Generation, est un remake du hit de Lee Seung-chul sorti en 1989. Après le succès de leur premier album, l'album est réédité le 17 mars 2008 en incluant trois titres supplémentaires, sous le nom Baby Baby.
En mai 2008, la chaîne KBS1 commence la diffusion quotidienne du drama You Are My Destiny dans lequel la jeune membre du groupe Yoona joue l'un des rôles principaux. Sa performance est doublement récompensée, lors des KBS Drama Awards 2008 et des 45e Baeksang Arts Awards, du titre de « Meilleure nouvelle actrice ».
Le 7 juin 2008 a lieu le Dream Concert, un concert durant lequel plusieurs groupes se produisent. Durant celui-ci, le groupe a connu le « Black Ocean ». Le principe de ce concert est que les fans de chaque groupe allument des lightsticks (objets lumineux de la couleur officielle du groupe), or lorsqu'il est arrivé au tour des Girls' Generation de monter sur scène, tout le public a éteint ses lampes (d'où le « Black » de « Black Ocean »), et ont crié le nom des membres d'autres groupes. Il a été clarifié en 2014 que les Girls' Generation n'étaient pas au courant de cet incident durant leur performance : tellement la lumière des projecteurs était forte, elles n'arrivaient pas à voir le public.
Le groupe participe à la tournée SM Town Live 2008, regroupant les artistes du label SM Entertainment. La tournée passe par Séoul le 15 août 2008, puis Shanghai le 13 septembre 2008 et Bangkok le 7 février 2009.

### 2009: Hausse de popularité avecGeeetGenie
En 2009, les Girls' Generation signent un accord avec LG pour faire la publicité pour ses produits, notamment par l'intermédiaire de chansons et de clips dédiés. Le 7 janvier 2009, le groupe sort leur nouveau mini-album, Gee. Leur hit en 2009, Gee, devient le record de la chanson ayant été le plus longtemps no 1 dans le classement Music Bank de KBS, ayant occupé la première place pendant 9 semaines consécutives. Le 17 mars, l'album atteint les 100 000 exemplaires vendus. En 2010, l'album se sera vendu à 200 000 exemplaires selon les classements de ventes Gaon et Hanteo.

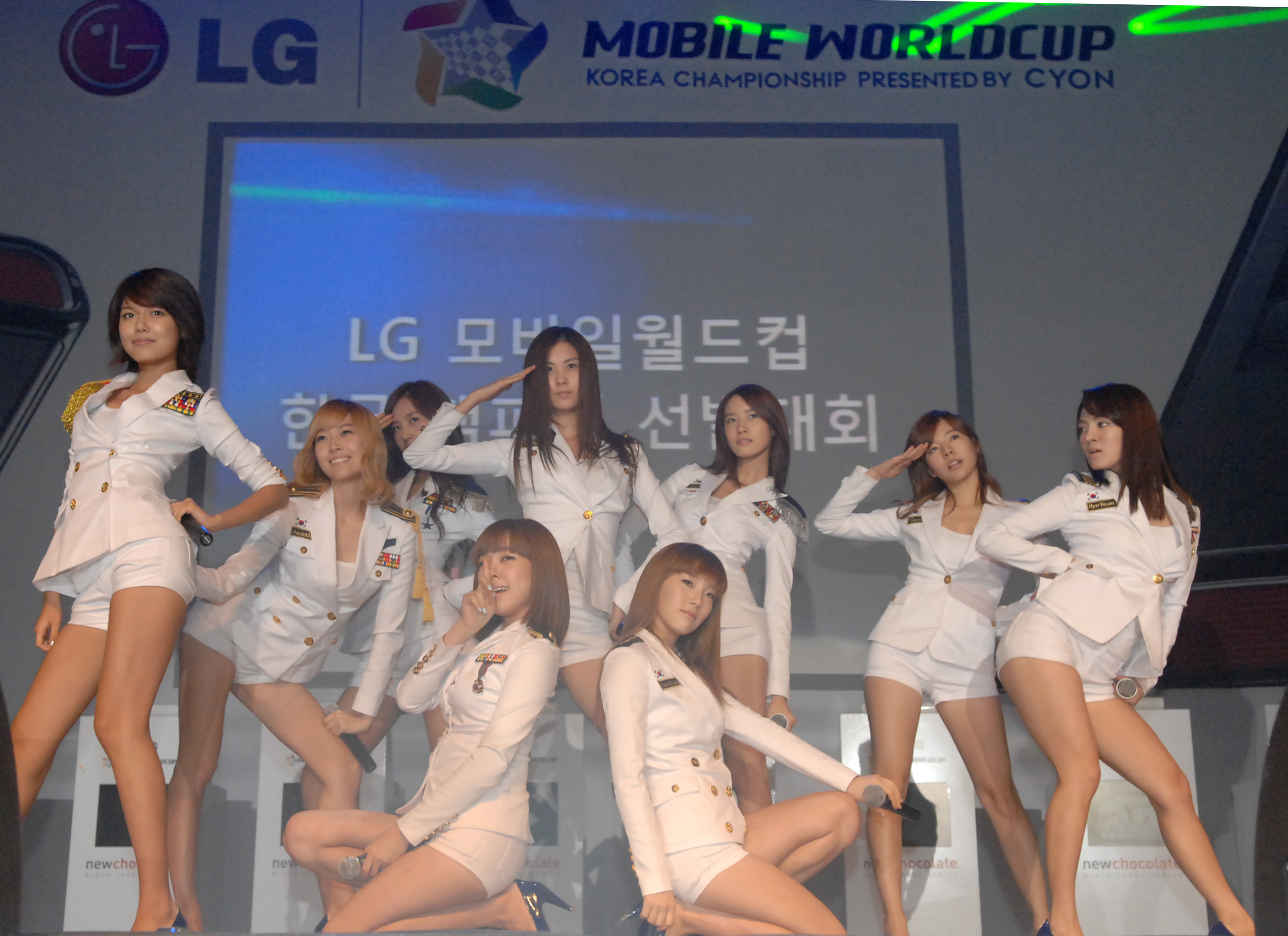
Le groupe interprétant Genie au LG Mobile Worldcup le 8 novembre 2009.

Le 23 juin 2009, commence la diffusion hebdomadaire sur KBS Joy de Girls' Generation's Hello Baby. Il s'agit d'un programme de télé-réalité dans lequel les filles doivent s'occuper d'un bébé durant quelques mois. Le 22e et dernier épisode est diffusé le 17 novembre 2009,.
Pour la sortie de leur prochain album, le titre Tell Me Your Wish (Genie), est révélé le 22 juin 2009. Ainsi les filles font leur retour sur scène le 26 juin au Music Bank diffusé sur KBS. Puis le 29 juin, le groupe sort son deuxième mini-album, Genie, contenant six titres. L'album se vend à plus de 50 000 exemplaires la première semaine. Le 29 juillet, un mois après la sortie, l'album atteint les 100 000 exemplaires vendus, soit la troisième fois consécutive pour le groupe.
En décembre 2009, le groupe commence sa première tournée solo en Asie, Into the New World. Le premier arrêt à l'Olympic Fencing Stadium à Séoul les 19 et 20 décembre 2009 et les 27 et 28 février 2010. Puis en Chine, le 17 avril au Shanghai Indoor Stadium, et à Taïwan les 16 et 17 octobre 2010, au Taipei Arena.
Le 10 décembre 2009, lors des 24e Golden Disk Awards, le groupe est récompensé d'un Digital Bonsang Award et du Digital Deasang Award. Puis le 16 décembre, lors des MelOn Music Awards 2009, le groupe reçoit six récompenses: 2009 Artist of the Year, 2009 Top 10, 2009 Smart Radio, 2009 Mobile Music, 2009 Song of the Year pour Gee et 2009 Odyssey pour Gee. Et lors des 19e Seoul Music Awards, le 3 février 2010, le groupe remporte le Digital Music Award pour Gee, un Bonsang Award pour Gee et le Daesang Award, la plus haute distinction musicale.

### 2010:Oh!, débuts au Japon etHoot

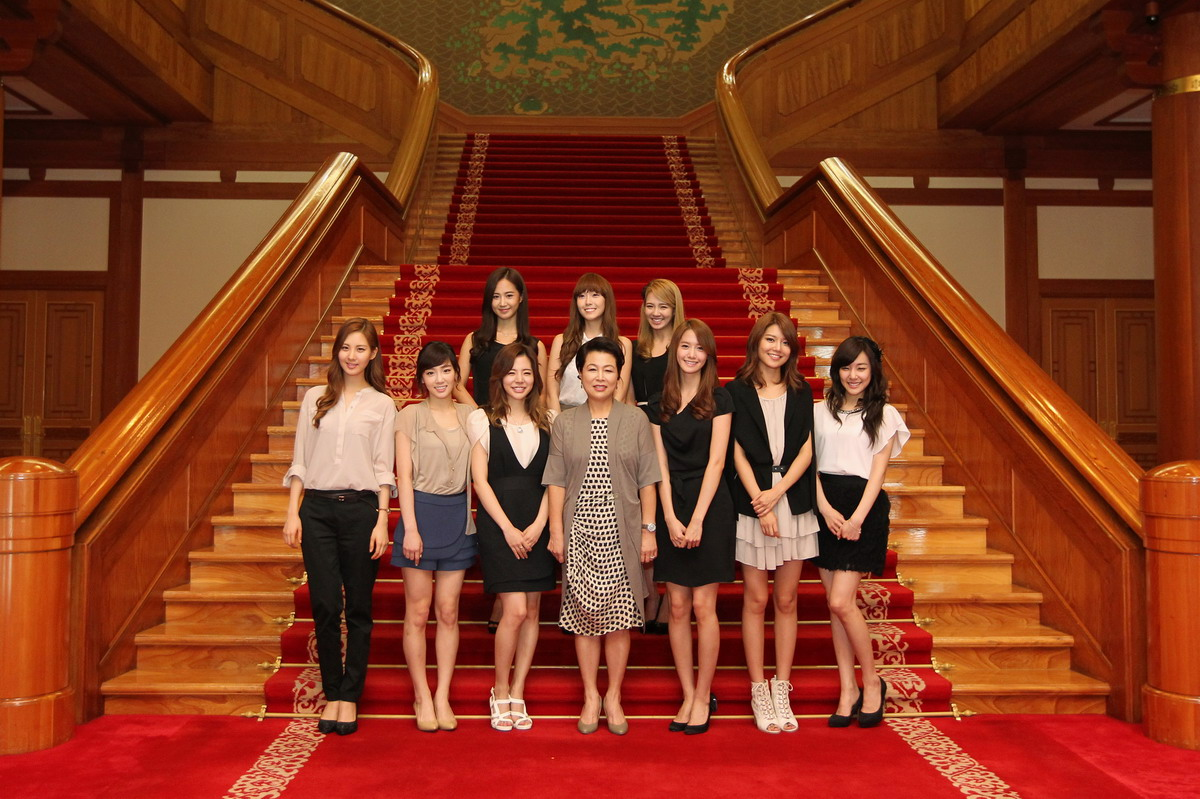
Les Girls' Generation en mars 2010 avec la première dame Kim Yoon-ok à la Maison Bleue.

Le 28 janvier 2010, sort un nouvel album Oh!, 30 000 exemplaires seront vendus en une journée. L'album contient douze titres dont Oh! avec lequel le groupe remporte six victoires au Music Bank de KBS et un triple crown (trois victoires) à l'Inkigayo de SBS. Le 24 mars 2010, sort l'album Run Devil Run, une réédition de l'album Oh! contenant quinze titres dont le nouveau titre Run Devil Run.
Le 27 mai 2010, l'album Oh! atteint les 100 000 exemplaires vendus.
En août 2010, le groupe part en tournée mondiale au côté d'autres groupes du label SM Entertainment, SMTown Live 10 World Tour. Commencée le 21 août 2010 à Séoul, la tournée doit passer par la Chine, le Japon, la France et les États-Unis.
Le groupe débute sur la scène japonaise à la fin de 2010 par le béant de Nayutawave Records, filiale d'Universal Music, avec les versions japonaises de leurs hits coréens en 2009, Tell Me Your Wish (Genie) et Gee. Les Girls' Generation, signent le 12 octobre 2011, avec Interscope Records, devenant le premier groupe sud-coréen a collaboré avec ce label, pour la sortie en Amérique de leur album studio, The Boys.
Le 8 septembre 2010, le single Genie sort au Japon, en version japonaise et coréenne. Le 15 octobre, le single devient disque d'or au Japon avec 100 000 exemplaires vendus suivi du single Gee le 20 octobre qui devient disque d'or avec 100 000 exemplaires vendus. Leur titre Gee atteint la deuxième place au classement japonais Oricon, après que Genie ait atteint la quatrième place. C'est la première fois en trente ans, et la première place de The Nolans avec I'm In the Mood for Dancing (en) en 1980 lors du boom du disco, qu'un girl group non japonais atteint le top 3 du classement, et même le top 10 si l'on excepte Kara avec Mister, cinquième en 2010. Ensuite, au printemps 2010, elles enchaînent un autre hit avec leur nouveau CD Oh!. Elles atteignent la première place au Music Bank et à plusieurs autres concours. Puis, c'est en mars qu'elles font suite à leur album en sortant le single digital Run Devil Run ainsi qu'une version reconditionnée de leur album Oh!.

Le 27 octobre 2010, elles lancent leur 3e album complet Hoot ayant comme chanson-titre Hoot. Comme dans le cas de Oh!, elles gagnent le Music Bank et plusieurs autres prix quelques semaines de suite dont un triple crown (3 victoires) à l'Inkigayo de SBS. Les SNSD connaissent aussi un succès fulgurant avec leur chanson Genie. Avec plus de 2 millions de vues sur YouTube, elle se classa en tête des téléchargements sud-coréens. Le groupe aurait pu continuer de promouvoir leur chanson, mais approchant la période de Noël, elles ont préféré arrêter les promotions. 2010 fut donc une année très chargée pour SNSD avec Hoot, Oh! et Run Devil Run en Corée et leur rentrée japonaise de Gee et de Genie. 

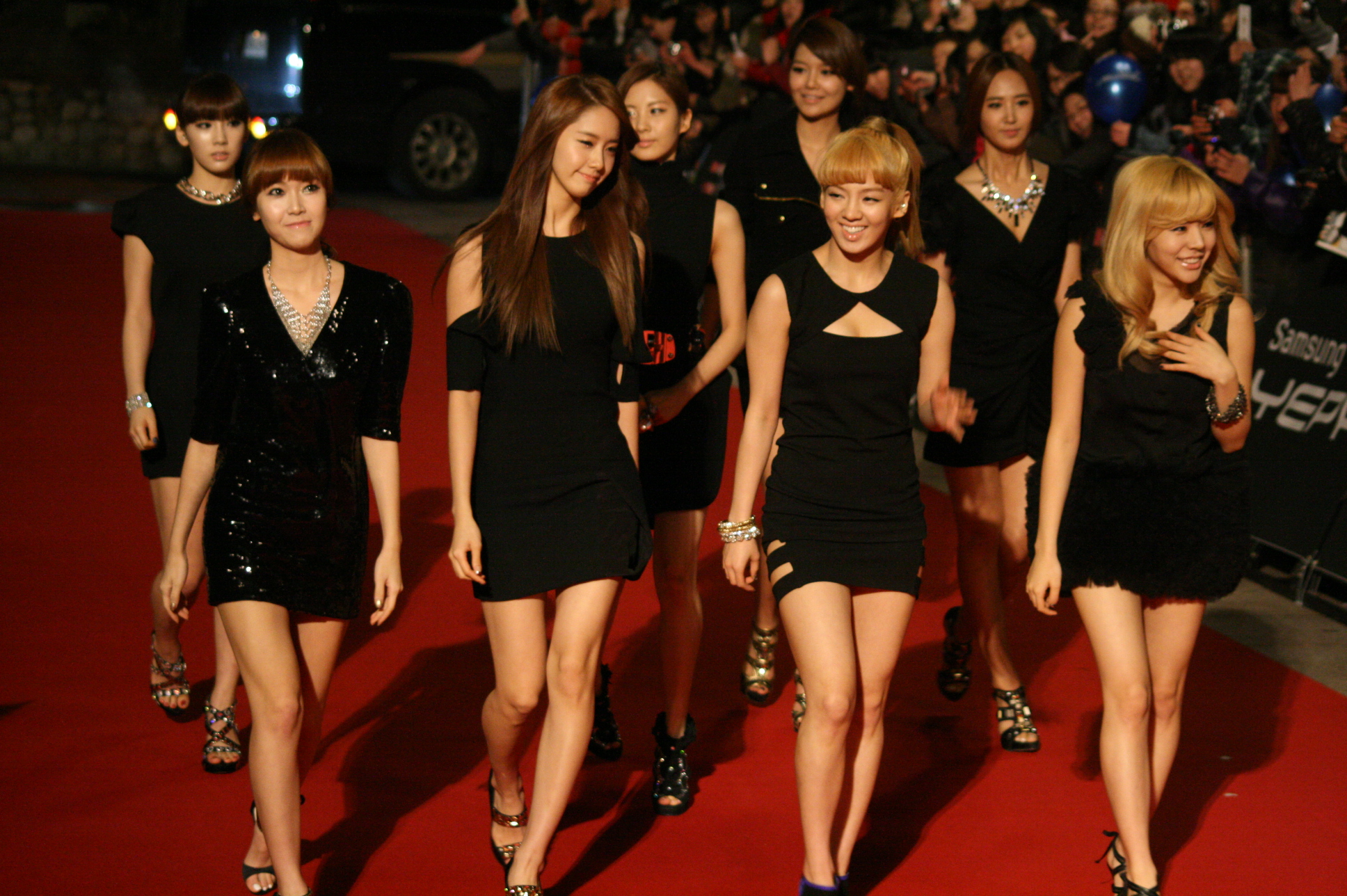
Les Girls' Generation aux Golden Disk Awards de 2010.

Le 9 décembre 2010, lors des 25e Golden Disk Awards, le groupe est récompensé du Daesang Award» et "Bonsang Award» pour Oh! ainsi que du "Prix de popularité". Le 30 décembre sort l'album live, The 1st Asia Tour Concert : Into the New World, de leur tournée Into the New World. L'album de deux CD contient 38 titres enregistrés lors de leurs concerts à Séoul en décembre 2009. Le même jour, les Girls' Generation reçoivent l'award du « Meilleur artiste de l'année » lors des 52e Japan Record Awards qui se sont déroulés au New National Theatre à Tokyo. Le 5 janvier 2011, lors des 25e Japan Gold Disc Awards, le groupe est reconnu « Meilleur artiste de l'année » et « Meilleur nouvel artiste ». Puis le 20 janvier 2011, lors des 20e Seoul Music Awards, le groupe remporte le « Prix de popularité », le « Hallyu Special Award », un « Bonsang Award » et la plus haute récompense, le « Daesang Award ».
Le 27 avril 2011, sort Mr. Taxi / Run Devil Run, le troisième single au Japon contenant le nouveau titre japonais Mr. Taxi et une version japonaise de Run Devil Run. Une semaine après la sortie, le single est vendu à 100 000 exemplaires.

### 2011-2012:Girls' GenerationetThe Boys
Le 1er juin 2011, le groupe sort l'album Girls' Generation au Japon. Ce nouvel album studio contient 12 titres dont les versions japonaises de Gee, Genie, Run Devil Run et Hoot. L'album dépasse les 100 000 exemplaires vendus au deuxième jour de vente. Le 11 juillet, un peu plus d'un mois après sa sortie, l'album est certifié double platine avec 500 000 exemplaires vendus au Japon. Afin de promouvoir leur nouvel album, les filles partent en tournée au Japon, du 31 mai au 18 juillet. Ainsi le 1st Japan Arena Tour passe par Osaka, Saitama, Tokyo, Hiroshima, Nagoya et Fukuoka pour un total de 14 concerts. La tournée rassemble plus de 140 000 fans.
Après avoir terminée leur promotion au Japon, les filles repartent en tournée et commencent le Girls' Generation Tour qui doit passer par de grandes villes d'Asie telles que Séoul en juillet, Taipei en septembre, Singapour en décembre ainsi que Hong Kong et Bangkok en janvier et février 2012.

Le 12 octobre 2011, le groupe signe chez le label américain Universal Music Group/Interscore  pour la promotion de leur carrière à l'international. Le 19 octobre, le groupe sort son troisième album studio intitulé The Boys. L'album contient douze titres dont le titre éponyme The Boys qui rencontre un franc succès, ainsi qu'une version coréenne de Mr. Taxi. En moins de deux semaines, 200 000 exemplaires de l'album sont vendus en Corée du Sud. Avec le titre The Boys, les filles remportent six victoires au Music Bank de KBS et un triple crown (3 victoires) à l'Inkigayo de SBS ainsi qu'au M Countdown. Le même jour, Polydor France annonce avoir signé le groupe pour publié une édition française de The Boys.

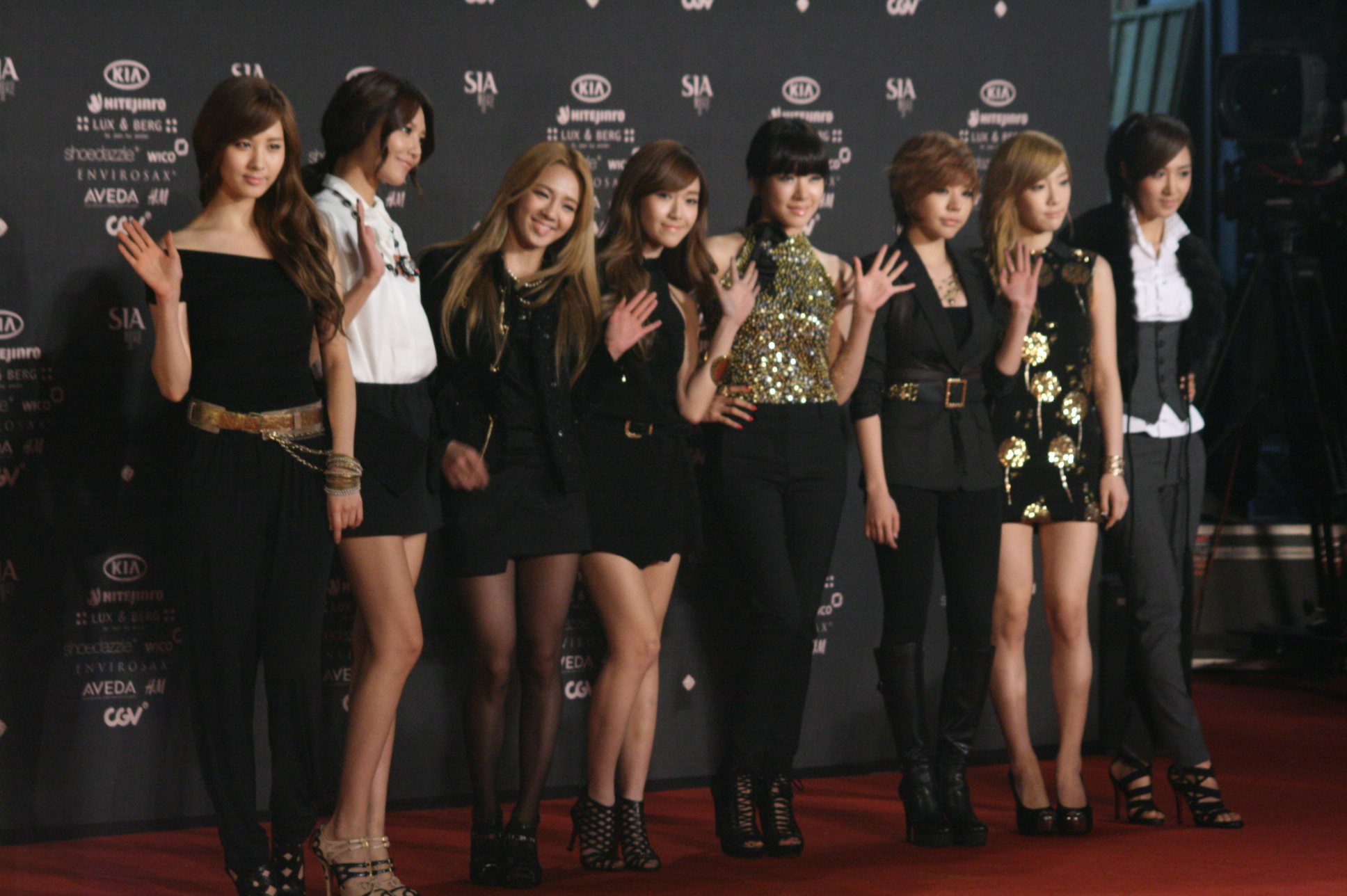
Les Girls' Generation au Style Icon Awards

Le 4 novembre, elles remportent le Bonsang Award au Style Icon Awards. Le 29 novembre, lors des Mnet Asian Music Awards, le groupe remporte les titres de Meilleur artiste de l'année et de Meilleur groupe féminin. Le 8 décembre, sort une réédition de l'album The Boys sous le nom MR. TAXI. Cette nouvelle édition contient 13 titres dont la version coréenne de Mr. Taxi et la version anglaise de The Boys.
Le 18 décembre, commence la diffusion hebdomadaire de Girls’ Generation and the Dangerous Boys sur JTBC. Il s'agit d'un programme de télé-réalité dans lequel les neuf filles aident cinq jeunes garçons rebelles à se corriger.
Le 28 décembre, sort au Japon une nouvelle édition de l'album japonais Girls' Generation. L'album contient quinze titres dont une version japonaise de The Boys. Parallèlement l'album original est certifié triple platine par la RIAJ avec 750 000 exemplaires vendus au Japon.
Après une année 2011 chargée pour le groupe, les Girls' Generation sont récompensées le 12 janvier 2012, lors des 26e Golden Disk Awards, d'un Digital Bonsang Award et d'un Digital Daesang Award. Puis le 19 janvier 2012, lors des 21e Seoul Music Awards, le groupe remporte un Bonsang Award et le Popularity Award. Puis l'album japonais Girls' Generation est reconnu Meilleur album de l'année lors des 26e Japan Gold Disc Awards.
À l'occasion de la sortie le 17 janvier 2012 d'une version spéciale de l'album The Boys en Amérique du Nord puis le 13 février en France, les filles sont invitées aux émissions de télévisions américaines Late Show with David Letterman diffusée sur CBS et Live! with Kelly sur ABC.

### 2012: Premier sous-groupe et retour au Japon
De mars à mai 2012, est diffusé le drama Fashion King sur la chaîne SBS dans lequel la membre du groupe, Yuri, occupe l'un des rôles principaux aux côtés de Yoo Ah-in et Shin Se-kyung. Parallèlement, la chaîne KBS2 diffuse le drama Love Rain dans lequel Yoona joue également l'un des rôles principaux au côté de l'acteur Jang Geun-suk.
En avril 2012, le label annonce la formation d'un sous-groupe composé de Taeyeon, Tiffany et Seohyun : Girls' Generation-TTS (TaeTiSeo). Le trio sort son premier mini-album Twinkle le 2 mai 2012.

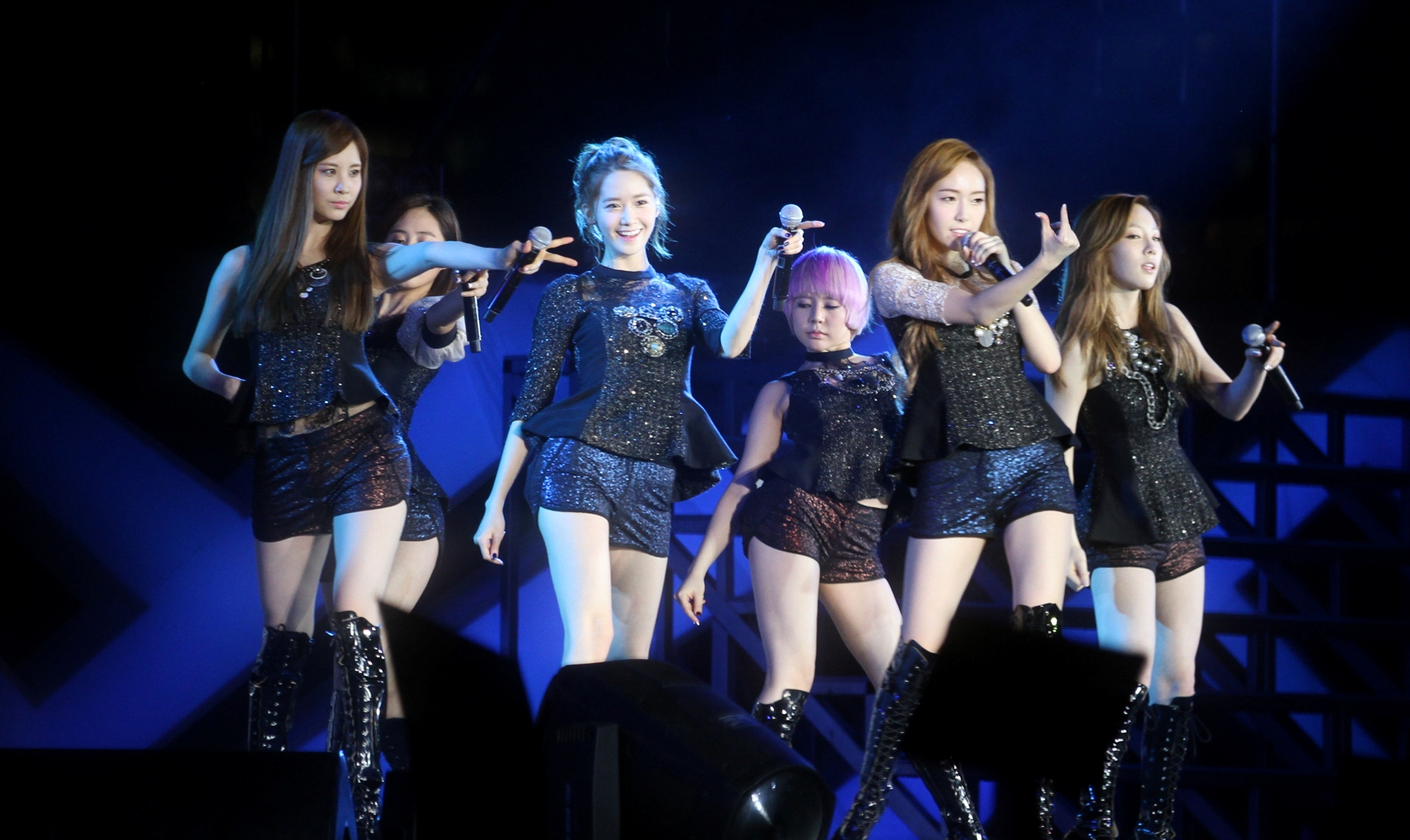
Les Girls' Generation en concert à Singapour le 23 novembre 2012.

En mai 2012, commence la tournée SMTown Live World Tour III à laquelle le groupe participe et dont le premier concert se déroule près de Los Angeles, au Honda Center en Californie. La tournée passe ensuite par de grandes villes d'Asie comme Tokyo, Jakarta et Bangkok.
Le 5 juin 2012, l'album japonais Girls' Generation, sorti en 2011, est certifié Million par la RIAJ après avoir été vendu à plus d'un million d'exemplaires. Ainsi, il devient le second album d'artistes coréens à atteindre cette distinction au Japon après la compilation Best of Soul de la chanteuse BoA.
Le 14 juin, pour la sortie de leur prochain single japonais, le clip vidéo du nouveau titre Paparazzi est dévoilé. Ainsi le 27 juin, le groupe revient au Japon en sortant le nouveau single Paparazzi. Le single est certifié disque d'or, le 13 juillet par la RIAJ avec plus de 100 000 exemplaires vendus.
Le 26 septembre, le groupe sort le single Oh! / All My Love Is For You au Japon contenant le titre Oh! chanté en japonais. Le single est un succès et atteint la première place à l’Oricon Weekly Single. Il est par ailleurs certifié disque d'or deux semaines après sa sortie. Puis le 14 novembre, le groupe sort un nouveau single japonais, Flower Power, contenant trois nouveaux titres. Le single arrive 4e à l’Oricon Daily Singles Chart.
Le 28 novembre, le groupe sort son second album au Japon, Girls' Generation II ~Girls & Peace~. Ce nouvel album contient 12 titres dont All My Love Is For You, Flower Power et Paparazzi. L'album est un succès au Japon et se place deuxième à l'Oricon. Puis le 10 décembre, il est certifié disque de platine par la RIAJ avec plus de 250 000 exemplaires vendus en moins de deux semaines.

### 2013:I Got a Boyet Girls' Generation World Tour "GIRLS&PEACE"

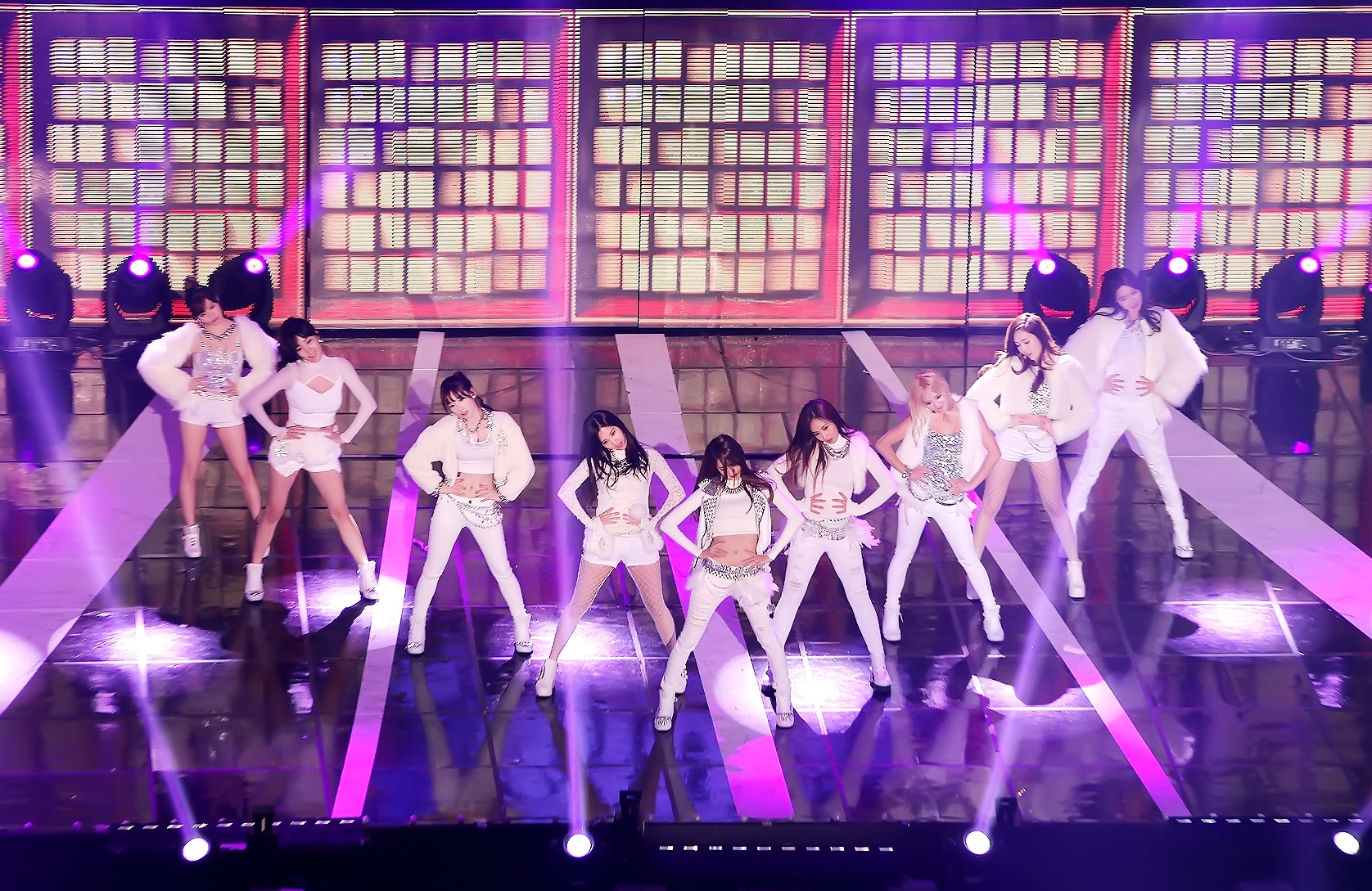
Les Girls' Generation en pose finale de la chanson I Got a Boy au Seoul Music Awards de 2014.

Le 20 décembre 2012, SM Entertainment poste une image teaser annonçant "2012. 12. 21 10 A.M." qui pourrait signifier un comeback. Le 21, le groupe a dévoilé le clip et l'audio de sa nouvelle chanson intitulée Dancing Queen une version remasterisée du titre Mercy de la chanteuse Duffy, sur l'ITunes Store. Le même jour, il est révélé que le groupe fera son come-back le 1er janvier 2013 avec leur 4e album I Got a Boy.
Ainsi le 1er janvier, sort le nouvel album studio I Got a Boy, contenant dix titres. La sortie de l'album est accompagnée du clip vidéo du titre, I Got a Boy. Les filles font leur retour sur scène le même jour, lors de l'émission Girls' Generation Romantic Fantasy diffusée sur MBC.
Le 9 février, les Girls' Generation entament leur seconde tournée au Japon pour la promotion de l'album japonais Girls & Peace. Le 1er avril, le clip de Gee surpasse les 100 millions de vues sur YouTube, une première pour un groupe de K-pop.

### 2014:Mr.Mr., The Best,3etournée japonaise et renvoi de Jessica

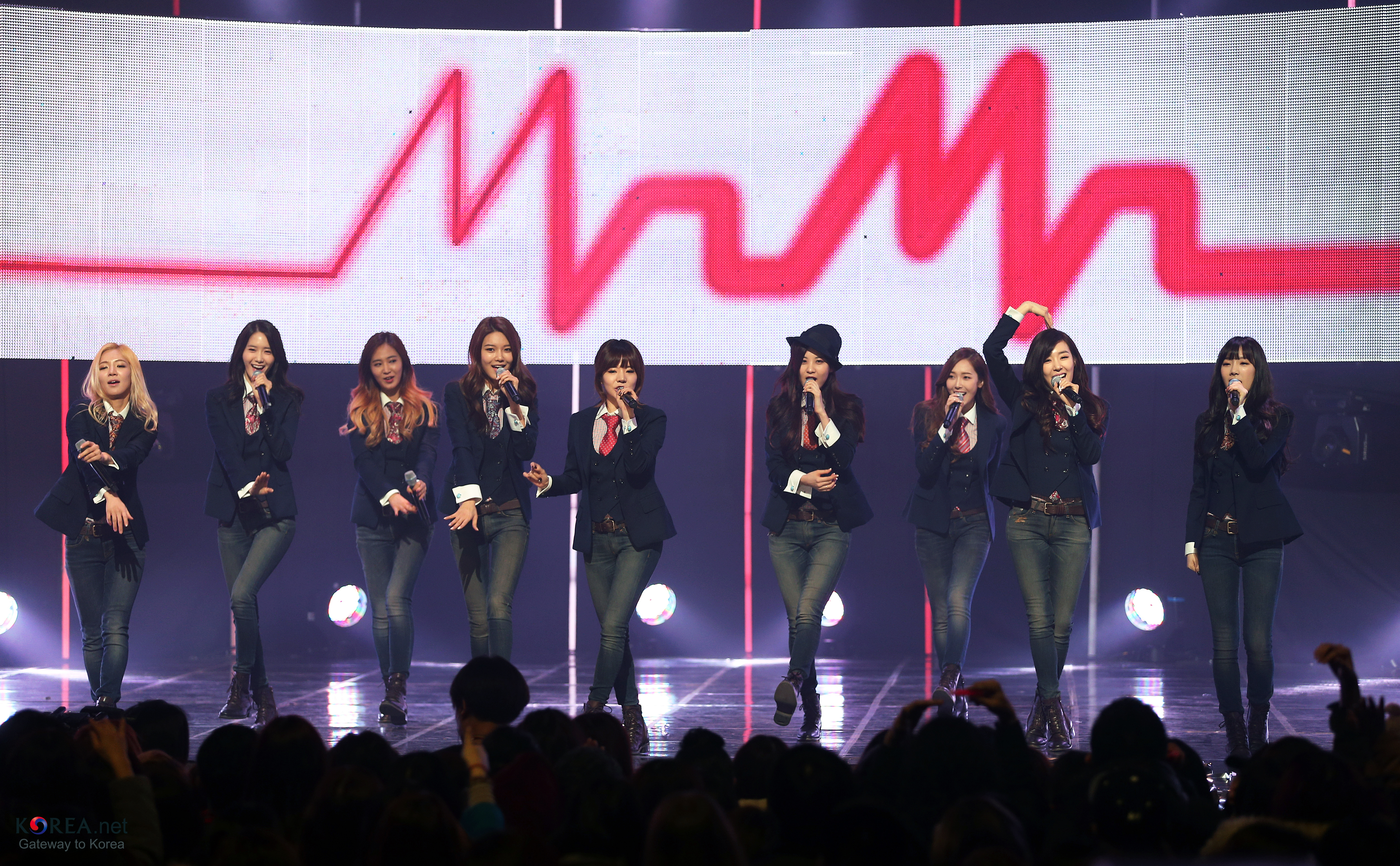
Les Girls' Generation interprétant Mr.Mr. au M Countdown en mars 2014.

Le 11 février 2014, la SM Entertainment met en ligne le teaser de la nouvelle chanson intitulée Mr.Mr.. La sortie de leur nouveau clip était prévue pour le 19 février, mais en raison de problèmes informatiques, la SME annonce que ce sera pour plus tard. Le 24 février, seulement quelques heures après la sortie digitale de Mr.Mr. , le nouveau mini-album des SNSD est un véritable succès et pas seulement en Corée du Sud, mais aussi à l’international. En effet, leur nouveau single s’est placé directement à la première place des sites de téléchargements coréens les plus connus : MelOn, Mnet, Olleh Music, Bugs, Genie, Soribada et Monkey3, puis par la suite Daum et Naver également. À l'international, Mr. Mr. s’est hissé progressivement à la 2e place des charts en Thaïlande, 4e à Singapour, 5e en Malaisie, 6e en Indonésie et au Kazakhstan, 14e à Hong Kong, 21e à Taïwan, 55e aux Philippines, 97e en Suède et aussi 99e à Macao. Le 4e mini album et le clip de Mr.Mr. sort alors le 28 février,,.
Le groupe entame une nouvelle tournée japonaise Girls' Generation 3rd Japan tour - LOVE&PEACE qui débute en avril à Fukuoka. Le groupe réalise un nouvel album japonais The Best, lequel sort le 23 juillet 2014 et qui s’est immédiatement placé au top des classements musicaux au Japon. Cet album est une compilation japonaise de leurs titres phares, et inclut quelques nouvelles chansons telles que Indestructible, Chain reaction, Show Girls ainsi que Divine. Durant le mois d'août les SNSD s'envolent vers Los Angeles pour participer à la KCON2014. Ce festival s'est déroulé du 9 août au 10 août, avec plusieurs artistes de K-pop.
Les SNSD réalisent en même temps un record dans le monde de la K-pop : trois de leurs clips vidéos dépassent les 100 millions de vues : Gee, I Got A Boy et The Boys. Gee avait déjà établi le record du 1er groupe ayant réalisé un clip de K-pop ayant dépassé les 100 millions de vues.
Le 6 août, Jessica Jung sortit sa propre marque de lunettes « BLANC » (maintenant « BLANC&ECLARE »). Le contrat que toutes les membres avaient renouvelé avec la SM Entertainment pour 3 ans a été rompu pour Jessica, en raison de son activité extérieure jugée trop importante. Le 30 septembre 2014, un mois après la sortie de sa marque, Jessica est congédiée du groupe. Peu de temps après, le clip japonais Divine est mis en ligne (15 octobre).
Le groupe continue donc ses activités avec les 8 membres restantes.

### 2015:Catch Me If You CanetLion Heart

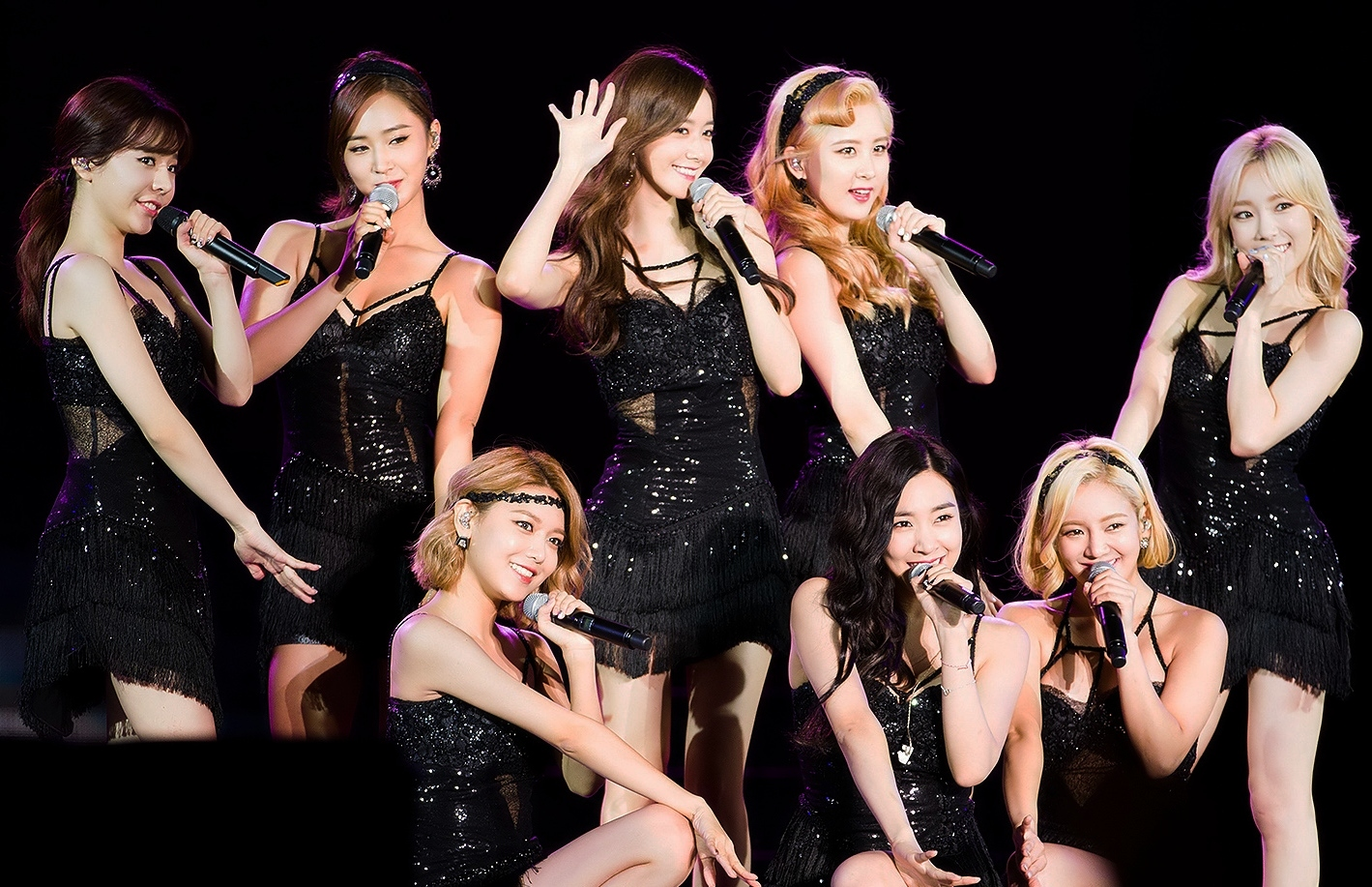
Girls' Generation sur scène en 2015 en pose finale de la chanson Lion Heart

Le 8 avril, SM Entertainment a dévoilé un extrait vidéo du nouveau titre du groupe. Avec Catch Me If You Can, le groupe propose un style EDM. À noter également que ce même jour le clip de la version japonaise de Mr. Taxi a dépassé les 100 millions de vues sur YouTube.
Le 10 avril, le clip-vidéo de la version coréenne de Catch Me If You Can est mis en ligne par SM Entertainment. « Il s’agissait d’exprimer notre reconnaissance envers les fans coréens qui ont affiché un amour et un soutien continuels au groupe. Nous ne proposerons que le single et le clip-vidéo, mais il n’y aura pas de promotion TV ni dans les émissions musicales. » a expliqué un porte-parole de l'agence puisque le titre est disponible en version japonaise et coréenne. YanaEllea l'a doublé en français sur Youtube. Le single japonais est disponible depuis le 22 avril ; c'est leur premier retour à huit sans Jessica .
Le 21 juin, sur Weibo, sont apparues plusieurs captures d'écran montrant Jessica, l'ex-membre des SNSD, au milieu des autres membres du groupe, avec le costume orange que les filles arborent dans le clip vidéo de Catch Me If You Can. On y retrouve donc une version légèrement différente de Catch Me If You Can, le premier clip ayant été enregistré avant son départ, et ayant ensuite obligé SM Entertainment à en tourner un second (celui que l'on connaît comme « officiel »).On peut donc penser qu'elle n'est pas partie de son plein gré mais qu'elle a été congédiée.
Le 28 juin, la SM Entertainment a annoncé que les filles devraient revenir non pas avec un clip, mais avec trois clips vidéos. Ce sont donc trois pistes-phares qui portent leur cinquième album complet. Ainsi, le 30 juin, la SME a annoncé que le groupe reviendrait avec le single Party le 7 juillet 2015. Après Party, les Girls' Generation lèvent le voile sur deux autres chansons-titres : Lion Heart et You Think.
Comme prévu, le 7 juillet, le clip vidéo du premier titre-phare, Party, est mis en ligne. Peu de temps après la sortie du single celui-ci se retrouve à la première place de grands classements musicaux tels que Mnet, Bugs, Olleh, Soribada, Genie, Naver ou encore Monkey3.
Le 27 juillet, il est annoncé que les filles ont terminé les promotions pour Party pour mieux préparer leur retour dès le mois d'août. Lors de ce futur cycle de promotions, les SNSD présentent deux chansons titres. Ces deux pistes avaient déjà été aperçues dans un précédent teaser, et les jeunes femmes reviennent donc très rapidement dans les émissions musicales.
Le 18 août, SM Entertainment a révélé le clip du premier titre-phare Lion Heart issu de leur cinquième album du même nom, cinq autres chansons ont aussi été révélées suivi par le MV du deuxième titre-phare You Think, le 19 août, aussi avec cinq autres chansons, toutes issu de l'album Lion Heart.
Le 7 octobre 2015, Taeyeon sort son premier mini-album nommé I. C'est la première membre du groupe à faire ses débuts solo.
Le 21 novembre 2015, le groupe entame une tournée asiatique: Girls' Generation's Phantasia. Cette tournée se classe 6e dans le classement des tournées réalisées par des girl groups avec 22,3 millions dollars de revenus,.

### 2016: Activités solos
Le 14 février, le clip de début de Taeyeon en tant qu'artiste solo, intitulé I atteint les 100 millions de vues sur YouTube.
Le 11 mai 2016, Tiffany est la seconde membre du groupe à sortir son premier mini-album, nommé I Just Wanna Dance. Mais ce n'est pas par hasard si elle commence sa carrière solo à ce moment : en effet Jessica a annoncé peu de temps auparavant qu'elle allait sortir son premier mini album With love, J. La SME voyant cela, fait débuter Tiffany pour tenter de faire de l'ombre à Jessica, qui ne peut pas participer aux émissions musicales car elle est bloquée par la SME. Taeyeon sort son second mini-album Why en juin 2016 ; toutes les deux ont remporté des récompenses musicales pour leurs albums et ont rencontré du succès. Taeyeon sort un autre single digital en novembre, 11:11, qui n'a pas de promotion mais rencontre quand même du succès.
Grâce au projet SM Station, le groupe est devenu l'artiste de la SME avec le plus de sorties cette année : Taeyeon ouvre ce projet avec les singles Rain et Secret. Puis YoonA avec Deoksugung Stonewall Walkway avec 10 cm[Quoi ?], Tiffany avec Simon Dominic pour Heartbreak Hotel, Seohyun et Yuri avec Secret pour Pantene, Hyo-yeon avec Min et JoKwon pour Born To Be Wild puis son solo Mystery, et finalement Sunny avec plusieurs artistes de la SME pour Sound Of Your Heart. Le groupe entier sort Sailing (0805) le 5 août pour fêter leurs 9 ans de carrière, et le clip fait référence à tous leurs concepts depuis leur début.
Le 9 juillet, Taeyeon commence sa tournée Butterfly Kiss qui est une tournée réalisée pour la première fois sans les autres membres du groupe.
Le 9 décembre, Jessica sort son second mini album Wonderland.

### 2017: Les dix ans de carrière

#### Une année remplie d'activités solos
Le 17 janvier, Seohyun débute en solo avec Don't Say No et rencontre à son tour du succès en remportant des trophées lors d'émissions musicales.
Le 18 février 2017, Taeyeon sort le clip de I Got Love, qui se révèle être une chanson de son premier full-album My Voice qui sort le 28 février 2017. Le single principal, Fine, sort le même jour, alors que I Got Love n'est qu'une simple cadeau pour les fans. L'album est disponible en deux versions et possède treize chansons (dont une disponible seulement sur le CD). Quelques jours plus tard, une nouvelle chanson sort: Make Me Love You.
Fin février, Sports Donga annonce que le groupe fera un comeback en groupe durant l'été avec un album pour fêter leurs dix ans. Il est aussi dit que la sortie aura rapport avec leur single de début (Into The New World) et que le groupe est prêt pour dix ans de plus. Plusieurs membres comme Taeyeon, Sunny, Sooyoung ou Hyoyeon parlent de préparation d'album depuis novembre 2016. Yuri dit vouloir sortir un album solo. Durant sa propre émission 1000M like, Hyoyeon révèle ses souhaits pour l'année 2017, c'est dans cette liste qu'on peut lire qu'elle veut sortir un album en groupe et un autre en solo.
Ainsi, en juin, Hyoyeon sort un nouveau single Wannabe avec San E.
Si certaines font leur retour sur la scène musicale en solo, d'autres font leur retour dans les dramas: Seohyun, Sooyoung, Yuri et Yoona commencent le tournage et la diffusion d'un drama chacune, dont deux pour Sooyoung. D'ailleurs, le drama de Seohyun devrait être diffusé jusqu'en automne 2017 et Sooyoung verra son deuxième drama de l'année diffusé à partir de l'été 2017.
Jessica fête elle aussi ses dix ans de carrière en sortant son 3e mini album My Decade le 9 août.
Le 18 août, Taeyeon et Hyoyeon participent au Countdown Asian Game à Jakarta.
Le 8 septembre, YoonA sort une piste en solo dans le cadre du projet SM Station Season 2, intitulée When the Wind Blows. Elle sera disponible en version coréenne et chinoise.
Une semaine après, le 15 septembre, Sunny sort une piste en duo avec Henry Lau des Super Junior-M, intitulée U&I, une fois de plus pour la SM Station Season 2.
Le 12 décembre, Taeyeon sort son nouvel EP intitulé This Christmas - Winter is Coming et le clip du titre principal This Christmas .

#### Retour en groupe
Le 3 juillet, une annonce est faite de la part de SM Entertainment: les SNSD tiendront un fan meeting nommé Holiday to Remember le 5 août 2017 à l'Olympic Hall de Séoul pour célébrer leurs dix ans de carrière.
SM Entertainment commence la publication des vidéos teasers le 27 juillet pour leur nouvel album Holiday Night. Pendant 8 jours, un teaser pour chaque membre est dévoilé. L'ordre de publication est le même que celui utilisé en 2007 lors de la présentation des membres. Ainsi ce sont d'abord des photos teasers et une vidéo teaser de YoonA qui est dévoilé, suivi de Tiffany, Yuri, Hyoyeon, Sooyoung, Seohyun, Taeyeon et enfin Sunny. Des détails concernant l'album sont donnés chaque jour en même temps que les photos et les vidéos: il sera en ligne le 4 août à 18h (heure coréenne) et physiquement disponible le 7 août, il y aura deux titres phares: Holiday (d'ailleurs écrite par Seohyun) ainsi que All Night et contiendra 10 pistes au total. En plus des photos et des vidéos teasers dévoilées chaque jour, un extrait d'une chanson de l'album (hors chansons titres) est dévoilé aussi chaque jour. Pour clôturer ce bal de teasers, un dernier teaser vidéo (cette fois-ci pour le groupe entier) pour Holiday est mis en ligne à 5h du matin (en France) puis celui de All Night à 17h (en France) le 3 août 2017.
Enfin, le 4 août à 11h (en France, donc 18h en Corée), le clip de Holiday puis celui de All Night sont mis en ligne. L'album se classe tout de suite en première position dans le iTunes World Album Chart dans 20 pays et se classe dans le top 10 de 63 pays. En France, il a été classé en 43e position.
Elles ont interprété les deux titres phares pour la première fois lors de leur fan-meeting du 5 août, et ont commencé la promotion de leur album dans les émissions musicales le 10 août au M Countdown et l'ont terminée seulement 3 jours plus tard soit le 13 août.

#### Fans mécontents
Leur dixième album a été marqué par de nombreuses contestations de la part des fans.

Les Girls' Generation ne figurait pas dans la liste des nommés pour le M! Countdown. En effet, toutes les semaines un vote en ligne a lieu sur le site de l'émission ; un vote qui aura des conséquences sur la place que la chanson occupera dans le classement. Or depuis toujours le groupe y figurait à chaque comeback, d'ailleurs ne pas s'y trouver signifie que la chanson a été bannie de la chaîne, or elles ont pu interpréter la chanson dans l'émission ce qui signifierait que la chanson n'a pas été bannie, mais tout simplement oublié ou bien volontairement enlevée.

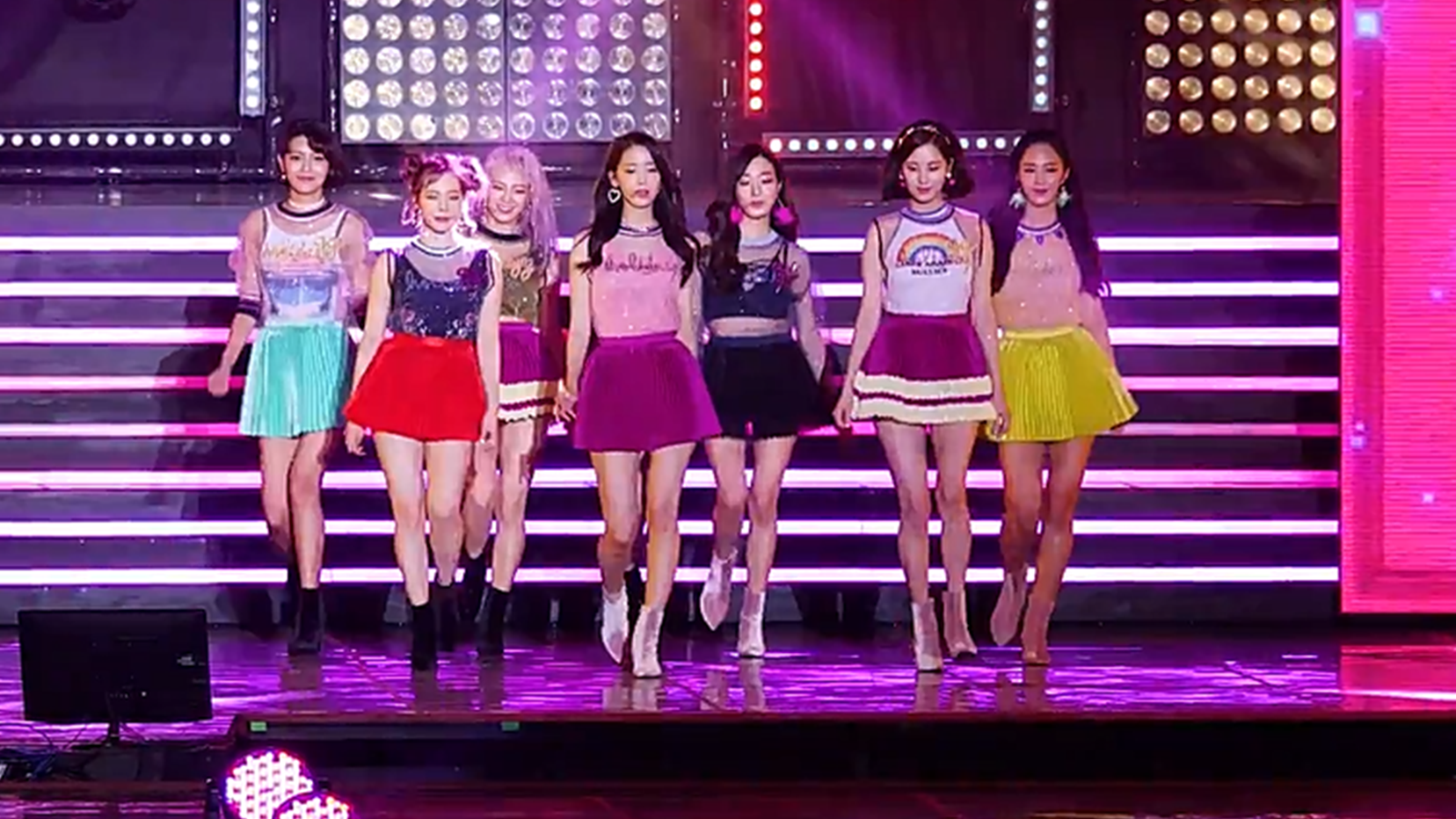
Photo prise par un fan des Girls' Generation au DMZ Peace Concert de 2017 : Prouvant qu'elles étaient bien présentes.

Enfin, une autre nouvelle a cette fois-ci énervé les fans : la suppression d'une performance du groupe. Le 15 août a eu lieu la journée d'indépendance de la Corée, ainsi la chaîne MBC a diffusé des performances préenregistrées à l'occasion du DMZ Peace Concert 2017 auquel le groupe est allé répéter puis se produire malgré leur emploi du temps très chargé. Au début, les fans espéraient les voir pour la première partie de l'émission, ce qui n'a pas été le cas et expliqué qu'elles apparaîtront à la fin de la deuxième partie. Les fans ont donc attendu jusqu'à la fin mais n'ont pas vu le groupe. Ce qui a le plus énervé les fans, c'est que la chaîne a plusieurs fois cité Girls' Generation (affiches, publicités, tweets...) mais qu'au final a décidé de les supprimer de l'émission. À la suite de cela, les fans ont créé le hashtag #MBC_소시통편집_해명해 (qui peut se traduire par « MBC explique la suppression des Soshi »). MBC a répondu: « Veuillez rediriger vos plaintes, vos inquiétudes et vos questions à ce sujet vers SM Entertainment».
Finalement, il semblerait que ce soit SM Entertainment qui soit la raison à tous ces problèmes. En effet, le contrat des jeunes femmes s'est terminé la semaine du 13 août, cela signifie donc que tant que toutes les membres n'auront pas signé à nouveau un contrat, les activités seront arrêtées. Le 16 août, SM Entertainment annonce que des négociations ont lieu avec certaines membres n'ayant pas encore signé.

#### Nouveaux départs
Le 17 août, une source proche de Tiffany annonce que cette dernière partira aux États-Unis pour faire des études en comédie. Peu de temps après, SM Entertainment indique que « plusieurs décisions » sont en cours à propos de Tiffany. Le 9 octobre, SM Entertainment annonce que Tiffany, Seohyun et Sooyoung n'ont pas renouvelé leur contrat et donc quittent l'agence. Le 1er novembre, il est révélé que Seohyun ne signera pas avec une autre agence, mais sera indépendante. Le 10 novembre, la Echo Global annonce que Sooyoung a signé chez elle. La nouvelle agence de la chanteuse précise que les activités en tant que membre du groupe seront encouragées et accordées si la SM Entertainment aussi est d'accord.
Cela suppose qu'une activité en tant que membres de Girls' Generation, tout en n'étant pas dans la même agence, n'est pas impossible, comme d'autres groupes : god, SHINHWA ou encore WANNAONE.
Le 16 novembre 2017, une interview de Tiffany pour le magazine Céci est publiée. Elle y indique qu'elle est actuellement étudiante en comédie et cela depuis le mois de septembre, ce qui confirme bien les rumeurs qui courraient sur elle.
De son côté, Seohyun explique qu'elle est toujours membre du groupe et que les membres et la SM Entertainment cherchent encore comment s'organiser pour les activités futures du groupe. De plus, tous les médias coréens confirment que le groupe est toujours composé de 8 membres et non pas de 5 comme beaucoup de médias étrangers le disent,.

#### Les 200 Millions de vues pourI Got a Boy
Le 3 novembre 2017, le clip de I Got a Boy dépasse enfin les 200 millions de vues sur Youtube. Ce qui est donc leur premier clip à dépasser ce chiffre. C'était aussi à la même date en 2013, que la vidéo avait remporté le prix de la Vidéo de l'Année au Youtube Music Awards.

### 2018: Activités individuelles et deuxième sous-groupe

#### Plus de présence dans les émissions
L'année commence à la suite des activités individuelles commencées en 2017. En effet, Sunny continue avec des émissions de variétés comme To You, From Me; Real life Men and Women; Can Love Be Translated? En avril, il est annoncé que Sunny prendra la place de Jun Hyoseong dans l'émission Video Star.
Pour le début de l'année, Yoona va mettre de côté sa carrière d'actrice pour participer à la deuxième saison de l'émission Hyori's Homestay. Sa participation va avoir un grand impact, par exemple l'utilisation d'objets par Yoona va engendrer des ruptures de stock.
Sooyoung diffuse sa première émission de télé-réalité intitulée Born 1990 Choi Soo-young, dans laquelle elle montrera sa vie en tant que jeune femme née en 1990.
Hyoyeon participe à My English Puberty, une émission visant à améliorer le niveau d'anglais de plusieurs célébrités. Au mois de mai, Hyoyeon est annoncée pour être une unnie dans l'émission Secret Unnie au côté de Wheein des Mamamoo, puis avec Oh Hayoung des Apink.
Le 28 mai, il est annoncé que les cinq membres qui sont restées chez SM Entertainment, vont tourner une émission de variétés dans le Sud de la France.
De son côté, Yuri fait partie des présentateurs de la saison 2 de Talk To You.

#### Retour dans les dramas et films
Yuri est annoncée comme actrice principale du drama Sound of Your Heart qui sera diffusé durant l'année. Seohyun tourne le drama Time qui est diffusé à partir de l'été. Yoona commence le tournage de son prochain film Exit, un film d'action qui sortira en 2019. Enfin, Sooyoung commence aussi le tournage du film Girl Cops qui sortira aussi en 2019.

#### Solos
Le 11 janvier, il est annoncé que Yuri sortira sa première chanson Always Find You en collaboration avec DJ Raiden le 26 février à l'occasion du projet SM Station season 2. Cette piste est disponible en version coréenne et anglaise,. Le 23 mars les deux artistes interprètent cette chanson lors du Ultra Miami 2018.
Le 21 janvier Jessica donne un mini concert On Cloud Nine, au Thunder Dome de Bangkok.
Le 18 avril la version coréenne et anglaise du clip de Hyoyeon pour Sober est mis en ligne. Cette chanson est en collaboration avec Ummet Ozcan, un DJ néerlandais. Cela marque ses débuts en tant que DJ, et choisi comme nouveau nom de scène DJ HYO. Ce nom n'a pas juste été choisi pour sa carrière en tant que DJ, mais aussi pour des raisons de prononciation par les fans internationaux, en effet elle a parlé à plusieurs reprises dans divers émissions que lors d'un concert à Paris, les fans l'ayant accueillit à l'aéroport ont eu du mal à prononcer son prénom.
Le 14 juin il est annoncé que Tiffany a signé avec l'agence américaine Paradigm Talent Agency. Le lendemain, une photo teaser est dévoilée pour son single intitulé Over My Skin.
Quelques jours plus tard, le 18 juin Taeyeon sort un nouvel EP intitulé Something New. Puis le 29 juin, elle fait ses débuts au Japon avec Stay.
Le 1er août, Tiffany dévoile le clip de sa chanson Over My Skin. Le clip met en scène Professeur T (jouée par Tiffany) qui donne des cours sur la célébrité, comment gérer celle-ci, les réseaux sociaux, et d'autres thèmes; ceux-ci sont donnés dans la description de la vidéo.
Le 9 août sort le single "Let's Get Away" de James Lee (ex-membre du groupe de rock Royal Pirates) en duo avec Sooyoung.
Taeyeon est de retour le 10 août pour une chanson en collaboration avec le duo MeloMance. Cette piste sera la toute première du projet SM Station season 3.
Le 12 septembre, il est annoncé que Tiffany va sortir une nouvelle chanson en collaboration avec la marque H&M le 28 septembre, le titre de cette nouvelle piste sera Teach You. Puis le 19 septembre, une première vidéo teaser est publiée. Via son compte Instagram, Tiffany a pu montrer que Hyoyeon et Sooyoung vont faire une apparition dans le clip de cette nouvelle chanson. Enfin le 28 septembre, Tiffany publie le clip de cette nouvelle chanson.
Le 20 septembre, la SM Entertainment confirme que Yuri va sortir son premier mini-album au mois d'octobre. Puis le 27 septembre, l'agence dévoile les premières images teasers ainsi que le planning pour la sortie de ce mini-album. Yuri va de plus participer à l'émission Weekly Idol en tant qu'artiste solo pour la première fois. On apprend aussi que le titre du mini-album sera The First Scene et que la chanson titre sera Into You (빠져가), il y aura en tous 6 pistes. Et enfin, le 4 octobre elle sort son mini-album qui rencontre un franc succès auprès des fans internationaux.
Pour la première fois, Tiffany participe au tapis rouge des American Music Awards qui a eu lieu le 9 octobre en compagnie des NCT 127 et de Kris Wu un ancien artiste de la SM Entertainment.
Jessica donne un second mini-concert Golden Night le 21 octobre, cette fois ci à Taiwan.
Le 13 novembre, Hyoyeon sort son second single en tant que DJ, intitulé Punk Right Now en collaboration avec 3LAU, à cette occasion elle sort deux clips, un en coréen et un en anglais.
Du côté de Sooyoung, il est annoncé début décembre que la chanteuse sortira durant le mois, un single solo. Ses débuts solo a donc finalement lieu le 20 décembre avec une chanson nommée "Winter Breath".
Après ses débuts solo, Yuri ouvre une chaîne YouTube intitulée "Yuri Kwon TV" le 19 décembre.

#### Performances historiques

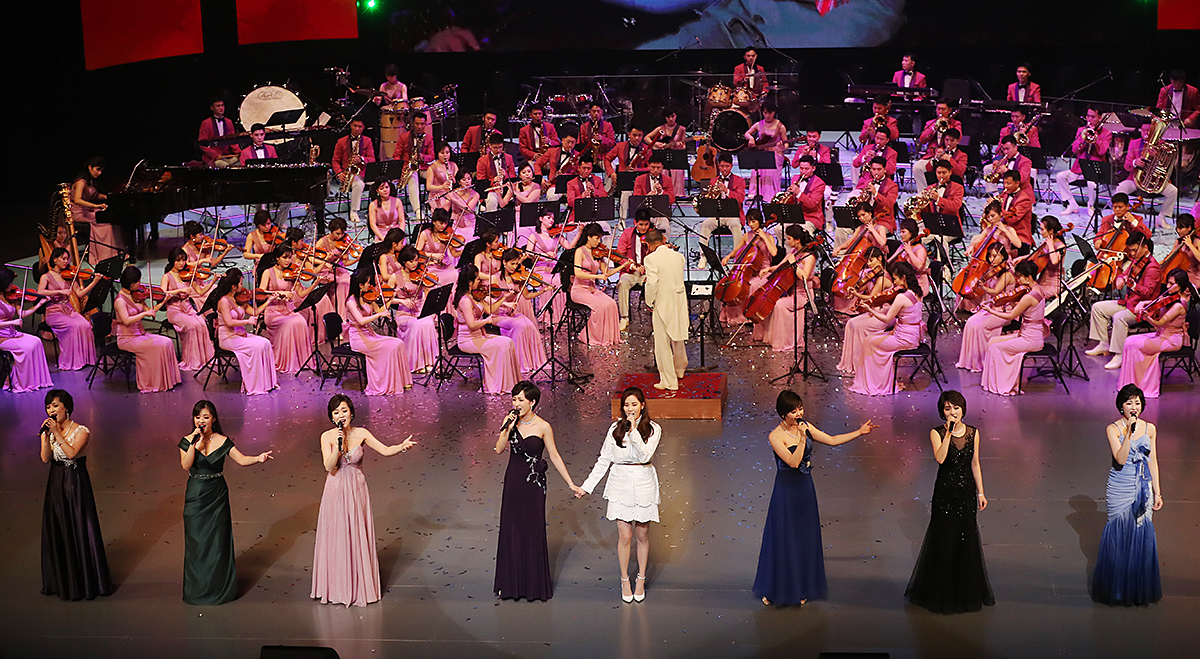
Seohyun (en blanc) performant lors des Jeux olympiques d'hiver en Corée du Sud, avec une troupe d'artistes nord-coréennes

À l'occasion des Jeux olympiques d'hiver organisés en Corée du Sud cette année, des artistes nord-coréennes sont venues pour un concert en Corée du Sud. À cette occasion, Seohyun y a participé le 11 février et a entonné Our Wish. Après cet événement, du 31 mars au 3 avril, Seohyun est annoncée comme présentatrice des concerts qui auront lieu en Corée du Nord.

#### Deuxième sous-groupe
Le 2 août, la SM Entertainment confirme qu'un nouveau sous-groupe va débuter dans la deuxième moitié de cette année et que des détails seront donnés plus tard.
Le 27 août, le nom et la composition du nouveau sous-groupe est dévoilé. Celui-ci s'appellera Girls' Generation-Oh!GG et sera composé des cinq membres n'ayant pas quitté la SM Entertainment. Le sous-groupe débute le 5 septembre avec le single Lil' Touch.

#### Les200 millionsde vues pourThe BoysetGee
Le 5 février, clip de la version coréenne de Gee atteint les 200 millions de vues, de même pour la version coréenne de The Boys le 29 août faisant ainsi de ce clip du groupe le troisième à atteindre ce nombre,.

### 2019 - 2021: Activités individuelles

#### Nombre de vues sur YouTube
Le 4 janvier 2019, le clip "PARTY" atteint les 100 millions de vues devenant ainsi le sixième clip du groupe à franchir cette barre. Arrive ensuite le clip de Run devil Run qui atteint lui aussi les 100 millions de vues le 29 avril soit neuf ans après la sortie de celui-ci. Puis s'ajoute le clip de Lion Heart sortie en 2015 qui dépasse aussi la barre des 100 millions de vues le 15 mai 2019.
Le 15 juillet 2020, le premier clip solo de Taeyeon, I atteint les 200 millions de vues, une première pour une artiste solo de la SM Entertainment.

#### Industrie musicale
Dans le cadre du SMTOWN Special Stage live in Santiago, Yuri et Hyoyeon ont pu y participer aux concerts prévus le 18 et le 19 janvier.
Le 25 janvier 2019, Tiffany sort un nouveau single intitulé Born Again, elle explique via les réseaux sociaux, qu'elle a écrit elle-même les paroles de cette chanson, et cela durant une période qui lui était difficile moralement et personnellement. Ce single est extrait de son prochain EP qui devrait sortir le 22 février sous le nom de Lips on Lips. Le clip sort le 23 février.
Après de nombreuses rumeurs, Taeyeon fait son retour dans l'industrie musicale avec un single contenant deux pistes : Four Seasons et Blue le 24 mars, le clip de Four Seasons est cependant sorti deux jours avant. Ce comeback n'a pas été promu à travers les émissions musicales, en partie parce que Taeyeon venait de finir une tournée et allait en reprendre une dans peu de temps. Cela ne l'empêche pas de se hisser en tête des classements musicaux coréens comme sur Mnet, Soribada, MelOn, Bugs, Naver et FLO et donc réaliser un all-kill. Elle gagne le trophée de la première place lors d'émissions musicales comme le Show! Music Core ou encore l'Inkigayo sans aucune apparition durant l'émission,.
Le 17 mai 2019 la Transparent Agency, l'agence de Tiffany annonce que celle-ci donnera un concert à Séoul le 3 août.
Le 30 mai 2019 à l'occasion de son anniversaire, Yoona sort un premier album intitulé A Walk To Remember composé de cinq chansons dont le titre phare est Summer Night.
Deux mois plus tard, Hyoyeon sort deux clips pour sa nouvelle chanson intitulée Badster, une en coréen et une autre pour la version anglaise. Le 2 août 2019, c'est au tour de Tiffany de sortir un nouveau single intitulé Magnetic Moon. Ce dernier se classe en tête des classements iTunes dans plusieurs pays d'Asie. À la fin de ce mois, elle est la première artiste de K-pop à chanter lors de la plus grande exposition de Disney, intitulée D23.
Le 26 septembre, Jessica sort le single Call Me Before You sleep en featuring avec Giriboy.
Taeyeon sort un deuxième album intitulé Purpose, dont le titre phare est Spark le 28 octobre 2019. Son album se classe d'ailleurs à la première place des classements ITunes dans 21 pays ainsi que dans les différents classements coréens,,. C'est Taeyeon qui est choisie pour interpréter la version pop, soit la version du générique de la chanson Into the Unknown du film d'animation La Reine des neiges 2, le clip est dévoilé le 17 novembre 2019.
Cette année 2020 commence avec un événement pour Taeyeon, en effet la chanteuse remporte trois prix dont le Daesang (le plus grand prix de la cérémonie) au 29e Seoul Music Awards.
Le 4 mai 2020, Taeyeon sort son single Happy qui devait normalement sortir le 9 mars, également le jour de son anniversaire . Cependant, la sortie a dû être repoussée à cause du décès du père de l'artiste. Taeyeon sort son nouveau single Weekend le 6 juillet 2021 .
La semaine suivante, le 22 juillet 2020, Hyoyeon revient avec un single digital intitulé Dessert en collaboration avec Loopy et Soyeon du groupe (G)I-DLE. Hyoyeon sort aussi un single intitulé Second le 9 août 2021. Cette fois aussi, Hyoyeon profite de cette nouvelle chanson pour réaliser de courtes vidéos avec d'autres célébrités, notamment le fondateur de la SM Entertainment : Lee Soo-man.
Fin 2021, la SM Entertainment annonce les débuts d'un nouveau groupe féminin composé de différents membres des girls bands de la maison de disque, qui sera appelé GOT The Beat. Ce groupe sera composé de BoA (chanteuse solo), Taeyeon et Hyoyeon des Girls' Generation, Wendy et Seulgi des Red Velvet et enfin Karina et Winter du groupe Aespa.

#### Chaînes YouTube
L'année 2020 est également poursuivie par des activités individuelles des membres. Cette année est assez marquée par des activités sur la plateforme de vidéos YouTube :
- Jessica : Le 31 janvier, Jessica ouvre sa chaîne Youtube, Jessica Land[202].La chaine propose des vlogs, reprises de chansons et tutoriels beauté.
- Yuri : Yurihan TV, des épisodes ont été tournés avec les membres du groupe. La plupart des vidéos sont des tutoriels de cuisine, en général avec un ou plusieurs invités (Siwon des Super Junior, Jung Il-woo, Hyomin des T-ara, ...).
- Sooyoung : The Sootory, des épisodes ont été tournés avec les membres du groupe. La chaîne est composée de majoritairement de Vlogs.

Le 29 septembre, Jessica publie son premier roman Shine aux éditions Simon & Schuster, inspiré de son expérience dans l'industrie du divertissement coréen.

### 2022:15eanniversaire du groupe
Le 3 janvier, Taeyeon et Hyoyeon débute sous le groupe GOT The Beat avec le titre Step Back. Quelques jours après, le 17 janvier, Taeyeon sort le single Can't Control Myself qui est tiré de l'album prochain de la chanteuse : INVU, sorti le 14 février,.
Taeyeon est aussi choisi pour être la présentatrice de la deuxième saison de l'émission Queendom.
De son côté, Hyoyeon sort son premier mini-album Deep le 16 mai.
Le 17 mai, la SM Entertainment annonce que le groupe sera de retour, avec tous les membres. Ce comeback aura lieu début août, soit pour célébrer leur 15e anniversaire. Le 25 juillet, la SM Entertainment annonce que le groupe sera de retour le 8 août avec un septième album intitulé Forever 1. L'agence dévoile également un planning des différentes publications qui auront lieu sur les réseaux sociaux, notamment les photos teaser, un mood sampler intitulé Into The New World (qui est d'ailleurs le titre de leur première chanson, parue en 2007). Ce mood sampler donne un aperçu du concept que le groupe va opter pour son prochain retour.
Le 20 août 2022, à l'occasion du SMTOWN Live 2 022 in Human City Suwon, toutes les membres remontent sur scène pour interpréter leur nouveau titre Forever 1 ainsi que Party. C'est la première fois depuis cinq ans, que le public a pu revoir le groupe au complet sur la scène d'un concert de la SM Entertainment. La fête continue avec un fanmeeting intitulé Long Lasting Love en Corée du Sud le 3 septembre.
Le clip musical de leur titre Gee atteint les 300 millions de vues le 23 octobre sur YouTube, une première pour le groupe.
Cette année marque également les débuts de Tiffany en tant qu'actrice. Elle incarne le rôle de Rachel dans le drama Reborn Rich, qui rencontre d'ailleurs un fort succès. Elle signe avec Sublime Artist Agency, une agence coréenne dans laquelle on retrouve l'acteur Song Kang-ho et Youngjae des Got7.
Yuri reporte trois prix lors des Asia Artist Awards. Yoona remporte un prix lors des 43e Blue Dragon Film Awards.
Comme tous les ans depuis huit années consécutives, Yoona reprend son rôle de présentatrice aux MBC Gayo Daejaejeon, un événement musical qui a lieu le 31 décembre. De son côté, Sooyoung est la présentatrice des MBC Drama Award 2022.

### 2023: Retour de GOT The Beat, activités individuelles et fanmeetings individuelles
Le 16 janvier, Taeyeon et Hyoyeon reprennent leurs activités avec le groupe projet de la SM Entertainment, GOT The Beat avec un premier mini-album intitulé Stamp On It.
Taeyeon et Hyoyeon reviennent en France à l'occasion du MIK Festival à Paris le 18 février. C'est la première fois, depuis le Music Bank de 2012, que les deux chanteuses montent sur scène en France.
Tiffany participe en tant que juge dans l'émission Peak Time sur la chaîne JTBC, durant laquelle, elle offre une chanson qu'elle a écrite et composé, à certains participants de l'émission.
En Mars, l'une des chaînes principales coréennes KBS fête ses 50 ans, l'occasion d'organiser une cérémonie de récompense pour les 50 personnalités qui ont fait briller la chaîne durant ces 50 dernières années. C'est donc là, que le groupe est honoré avec un prix.
L'été 2023 s'annonce très chargé : Taeyeon entame sa tournée asiatique The Odd of Love en commençant par deux jours de concert à Séoul. Elle est également la présentatrice de l'émission Queendom Puzzle. De son côté, Yoona est à l'affiche du drama très attendu King The Land. Sooyoung est la présentatrice de l'émission R U NEXT ?. Hyoyeon tient plusieurs concerts en tant que DJ.
Quelques jours après leur 16e anniversaire, Sunny publie un post sur Instagram expliquant son départ de la SM Entertainment.
Cette année est particulièrement marquée par des fanmeetings tenus par plusieurs membres, individuellement : Tiffany commence avec une date en Thaïlande en février . Ensuite, YoonA organise un évenement spécial à l'occasion de son anniversaire . En été, c'est au tour de Yuri qui annonce plusieurs dates de fanmeeting à travers l'Asie, qu'elle intitule Chapter 2. En septembre, c'est Sooyoung qui débute une tournée de fanmeetings à travers l'Asie, tournée qu'elle appellera My Muse . Enfin, Seohyun aussi annonce une tournée de fanmeeting à travers l'Asie . De son côté, Taeyeon a pu rencontrer ses fans d'Asie à travers sa tournée.

## Fan-club
Le fan-club s'appelle "Sone", prononcé "So-Won" qui signifie "vœu" en coréen. Ce mot reprend la première syllabe du nom du groupe en coréen "So" et le chiffre "1" en anglais, rappelant l'unité que forme les chanteuses avec leurs fans.
Après onze ans de carrière, la SM Entertainment décide enfin à sortir un lightstick officiel et révèle un teaser le 7 octobre 2018.

## Point de vue artistique

### Style musical
Le style musical des Girls' Generation est majoritairement du bubblegum pop et de l'electropop. Par exemple, leurs titres tels que Gee, Tell Me Your Wish et Oh! sont décrits comme étant du bubblegum pop « mignon » . Gee contient aussi quelques éléments de techno et de hip hop comme le remarque Abigail Covington de The A.V. Club. Cependant, il faut noter que le style musical du groupe ne fait que changer, Anzhe Zhang du l'Université de New York écrit que même si les styles utilisés par Girls' Generation sont souvent « à la mode » en Corée du Sud, le fait de changer souvent de styles, les a fait gagner en expériences.
Leur single de 2011, The Boys a marqué le départ pour un style mature par rapport au concept mignon que le groupe possédait avant. En 2012, leur single Dancing Queen (un remake de Mercy (2008) de Duffy) contient une production de « funky pop » contrairement à leur style habituel d'electropop.
En 2013, leur single I Got A Boy a été remarqué pour son style éclectique, utilisant du bubblegum pop, electropop, de pop-rap, d'EDM, et de dubstep,. Jeff Benjamin de Billboard a fait l'éloge de la chanson pour son unique style et en disant que ce sera l'un des singles de pop le plus futuriste de tous les pays. Les deux singles susmentionnés de I Got a Boy (2013), combines des éléments d'un genre des années 1980 et de R&B classique et contemporain.
L'EP Mr.Mr sorti en 2014, comporte une mélodie « cool, simple » d'après Heather Phares de AllMusic. Il a aussi été noté qu'il comportait une inspiration d'EDM, de hip-hop, de son traditionnel de K-pop, et de style d'europop de la fin des années 1980.
Leur cinquième album Lion Heart sorti en 2015, a rapporté leur ancien style de bubblegum pop, cependant leur deuxième titre phare (leur cinquième album comportait deux titres-phares) You Think contient un son de hip hop et de trap dans l'instrumentation de cette piste.

### Paroles et thèmes
Même si en général, les paroles des chansons des Girls' Generation sont écrites par des paroliers de la SM Entertainment, certaines membres ont occasionnellement participé à l'écriture de certains titres. Yuri a écrit les paroles de Mistake (2010), Baby Maybe (2013), XYZ (2013) et It's You (2017). Sooyoung a écrit How Great Is Your Love (2011), Baby Maybe (2013) et Sailing (0805) (2016). Seohyun a écrit Baby Maybe (2013), XYZ (2013) et Holiday (2017). Tiffany et Jessica Jung ont écrit Dancing Queen (écrit en 2009 sortie en 2013).
Kim Soyoung de The Harvard Crimson a dit que l'image que les paroles de Girls' Generation donnent sont une image féminine, mais faible comme dans Gee ou Oh!. Cependant les chansons telles que Run Devil Run, Hoot et Bad Girl ont montré une autre image, plus sophistiquée, et faisant le portrait de femmes exprimant leur propre opinion.
Le single de 2011 The Boys a été comparé au single de 2011 de Beyoncé Run The World (Girls) pour le concept «women-powered», Eun-Young Jung a écrit dans le livre The Korean Wave: Korean Media Go Global (2013) que les paroles représentaient la femme digne de sa sexualité.
Les chansons Holiday et Forever 1 sont deux titres sorties pour célébrer respectivement les 10 ans et 15 ans du groupe. Ainsi, les paroles et le thème sont positifs, joyeux et festifs. En particulier, Forever 1 reprend des paroles de leur tout premier titre Into The New World.

### Image
Comme la plupart des artistes de la K-pop, ce groupe « propose un univers sexy mais pas trash. Les jupes des filles sont courtes [...], mais on ne se roule pas dans la boue en string comme dans certains clips de R'n'B américains. Bref, tout pour plaire aux ados sans choquer les parents ». Ces groupes montrent un certain dynamisme coréen, et suscite un sentiment de fierté nationale dans ce pays.

Evolution du concept des Girls' Generation
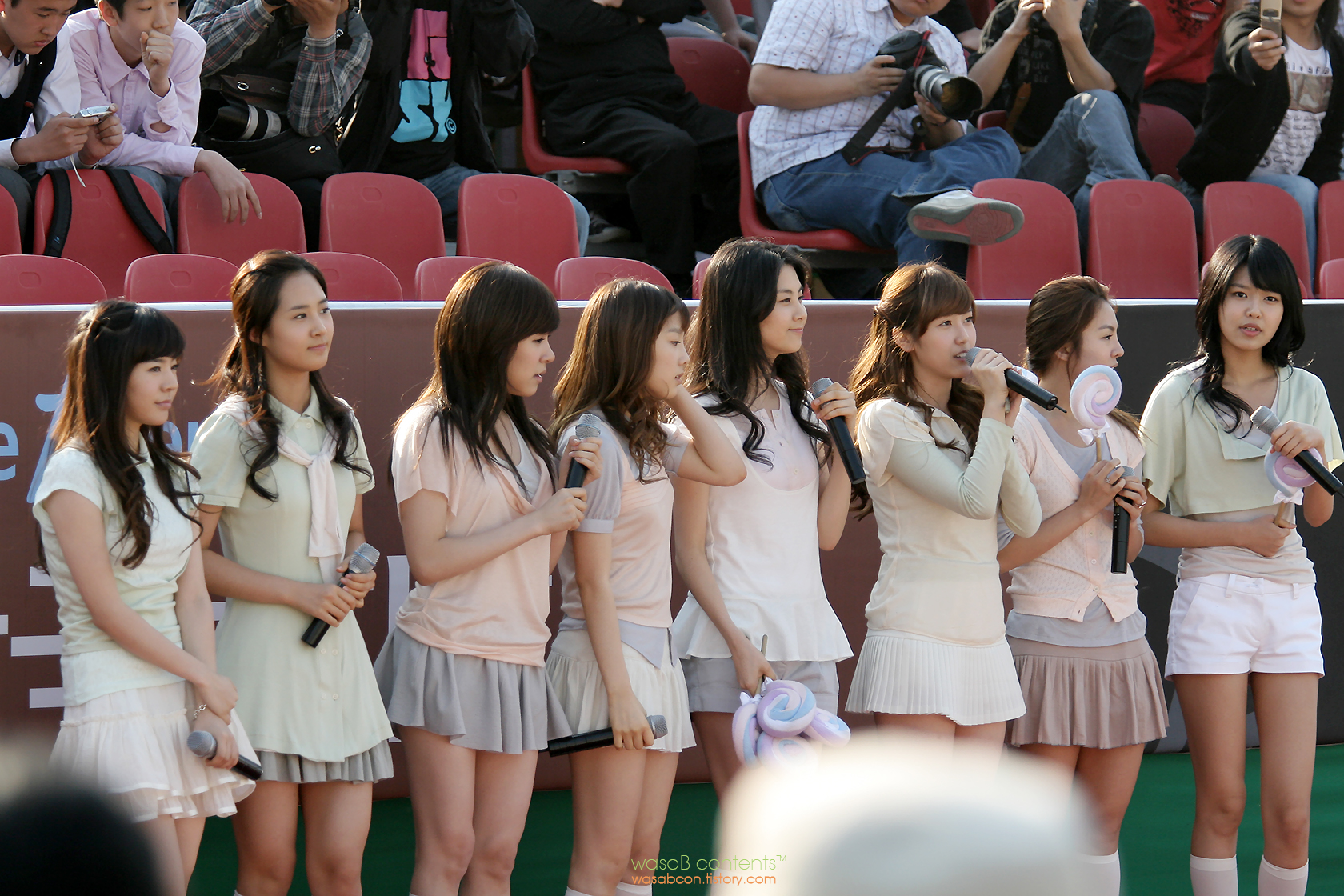
En 2008 lors d'une compétition de beach volley.
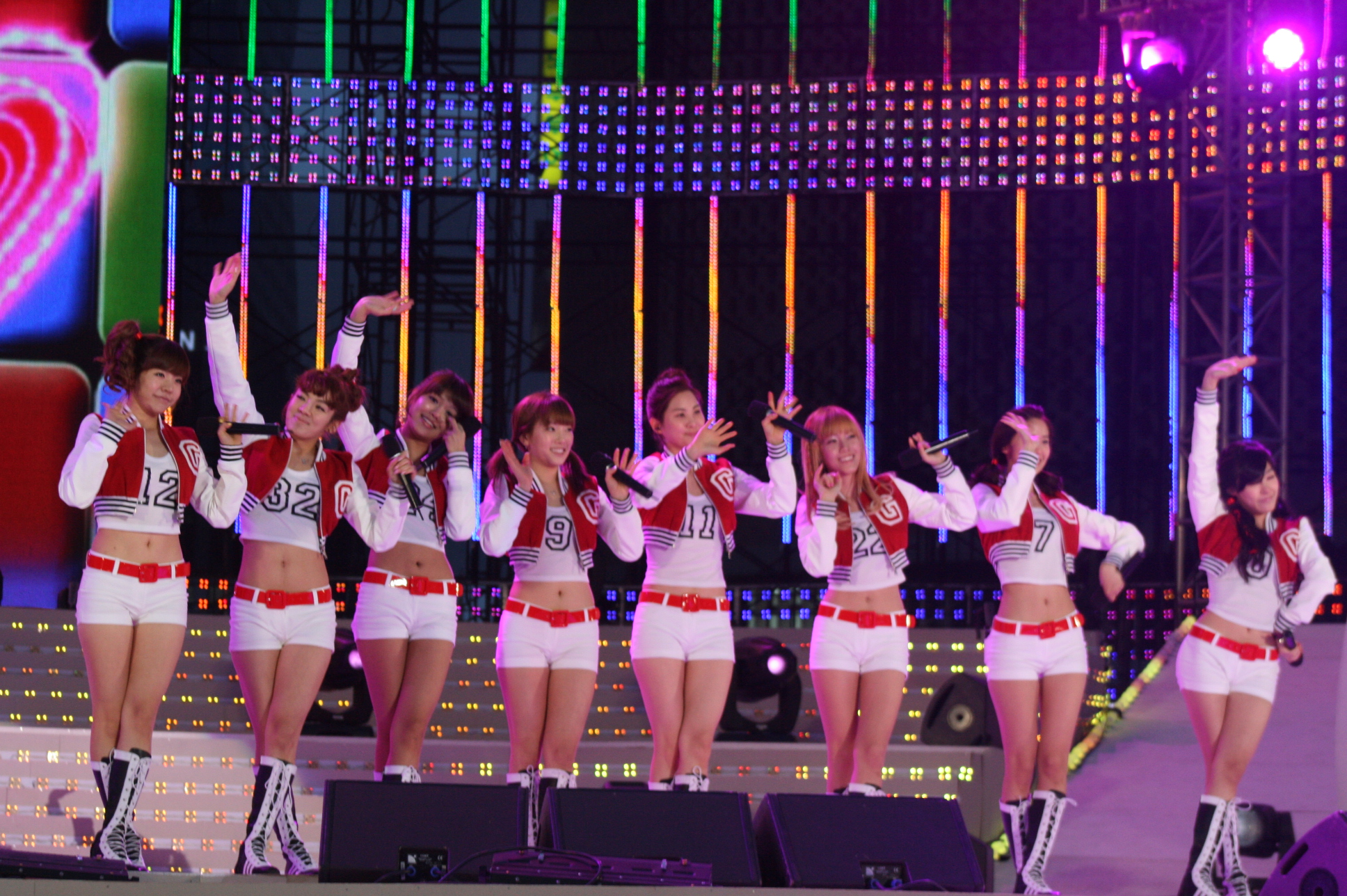
En 2010 (sans Yuri)
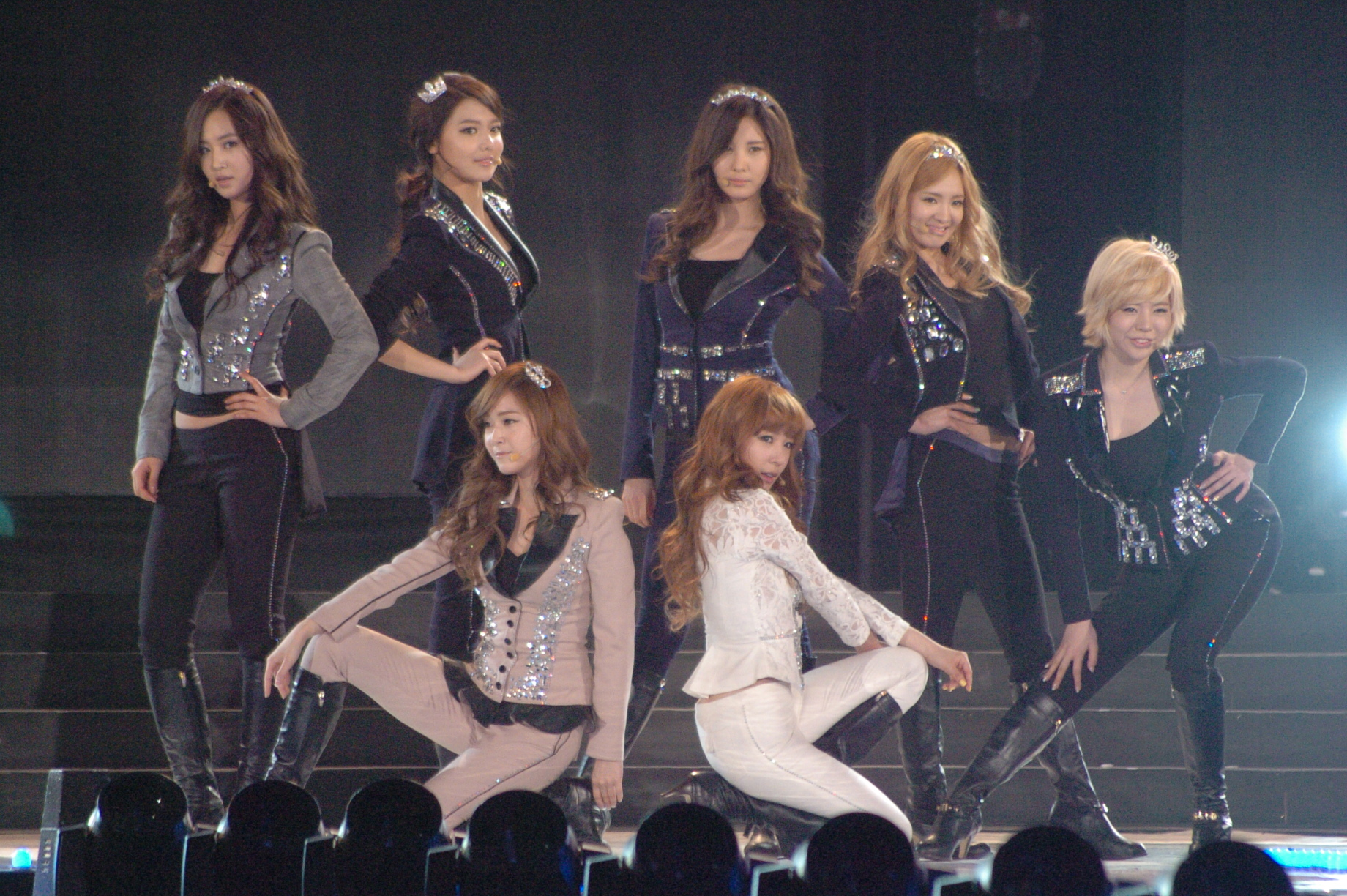
En 2012 (sans Taeyeon et Yoona)
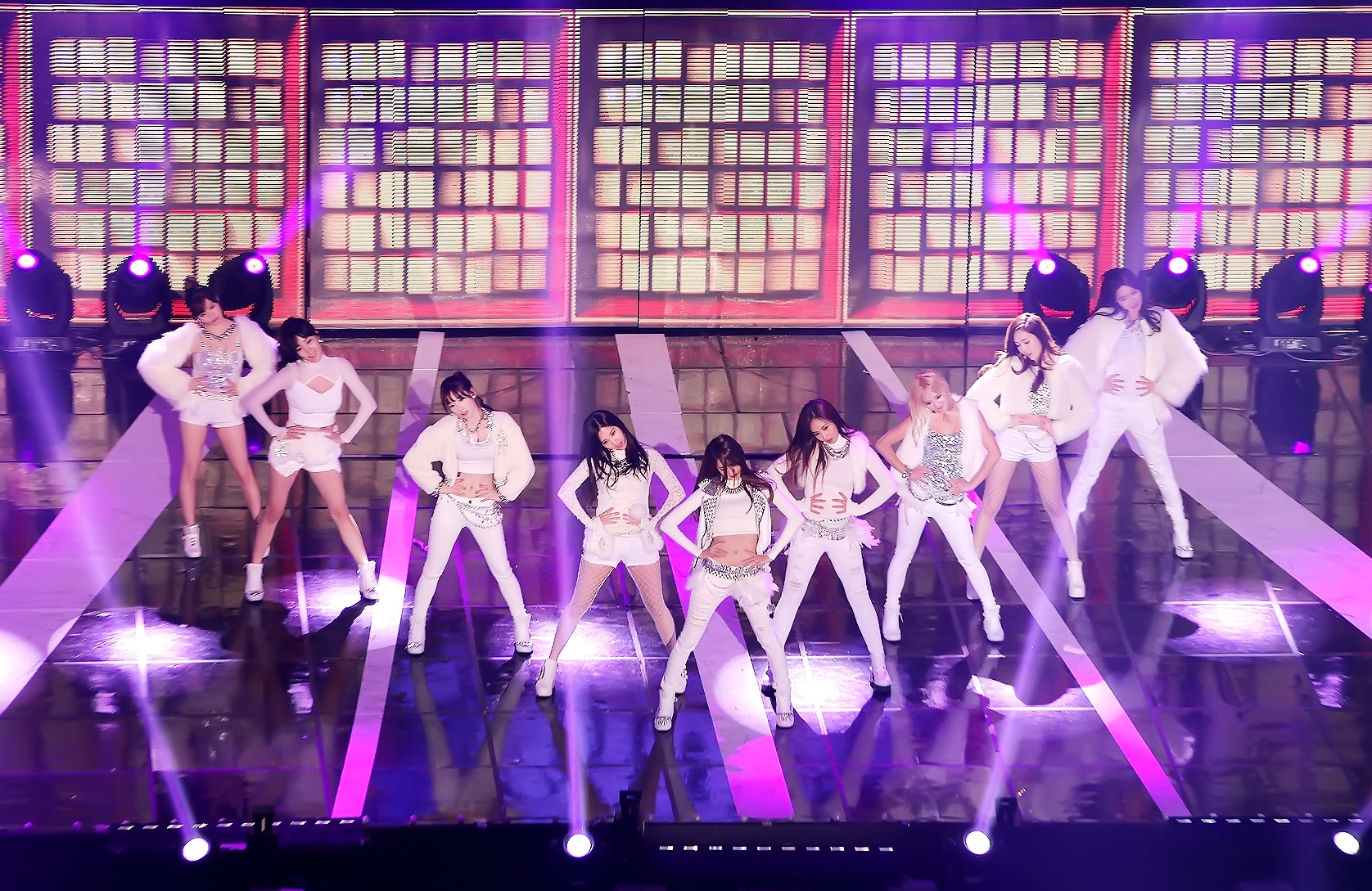
En 2014 au Seoul Music Awards, le groupe adopte un concept Hip-Hop pour leur comeback de 2013 avec le titre I Got A Boy
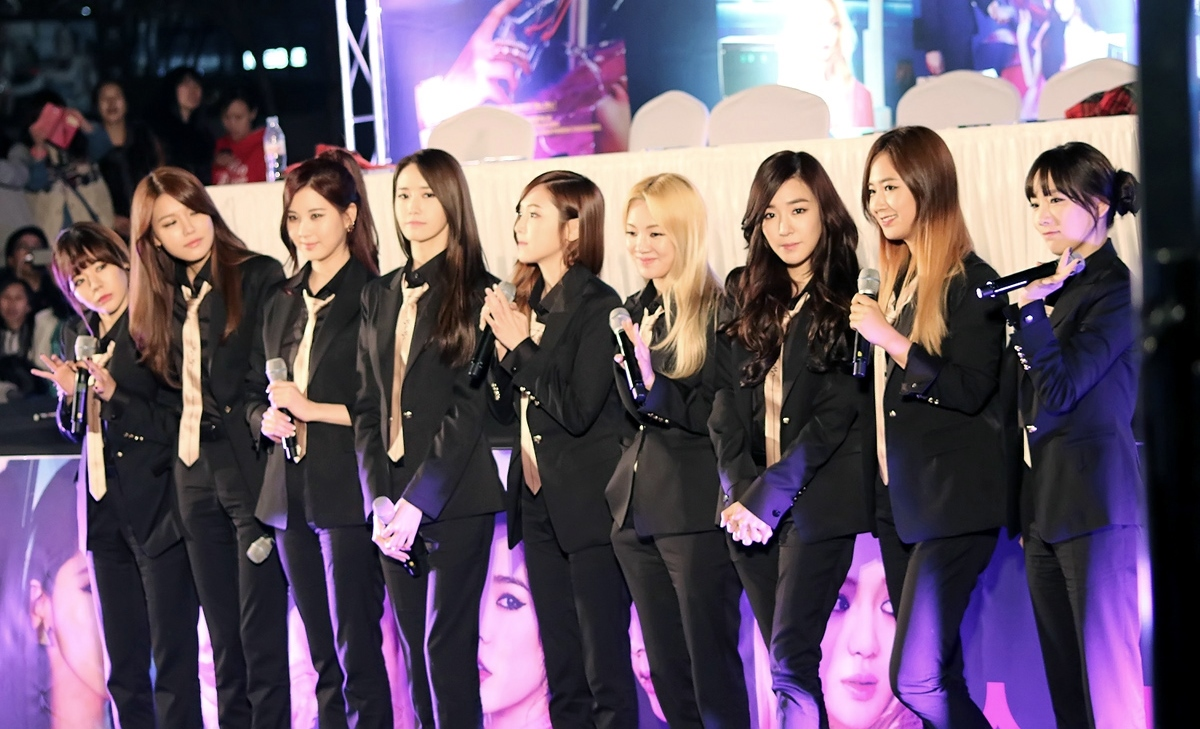
En 2014, le groupe adopte un concept plus mature et sombre pour leur titre Mr.Mr
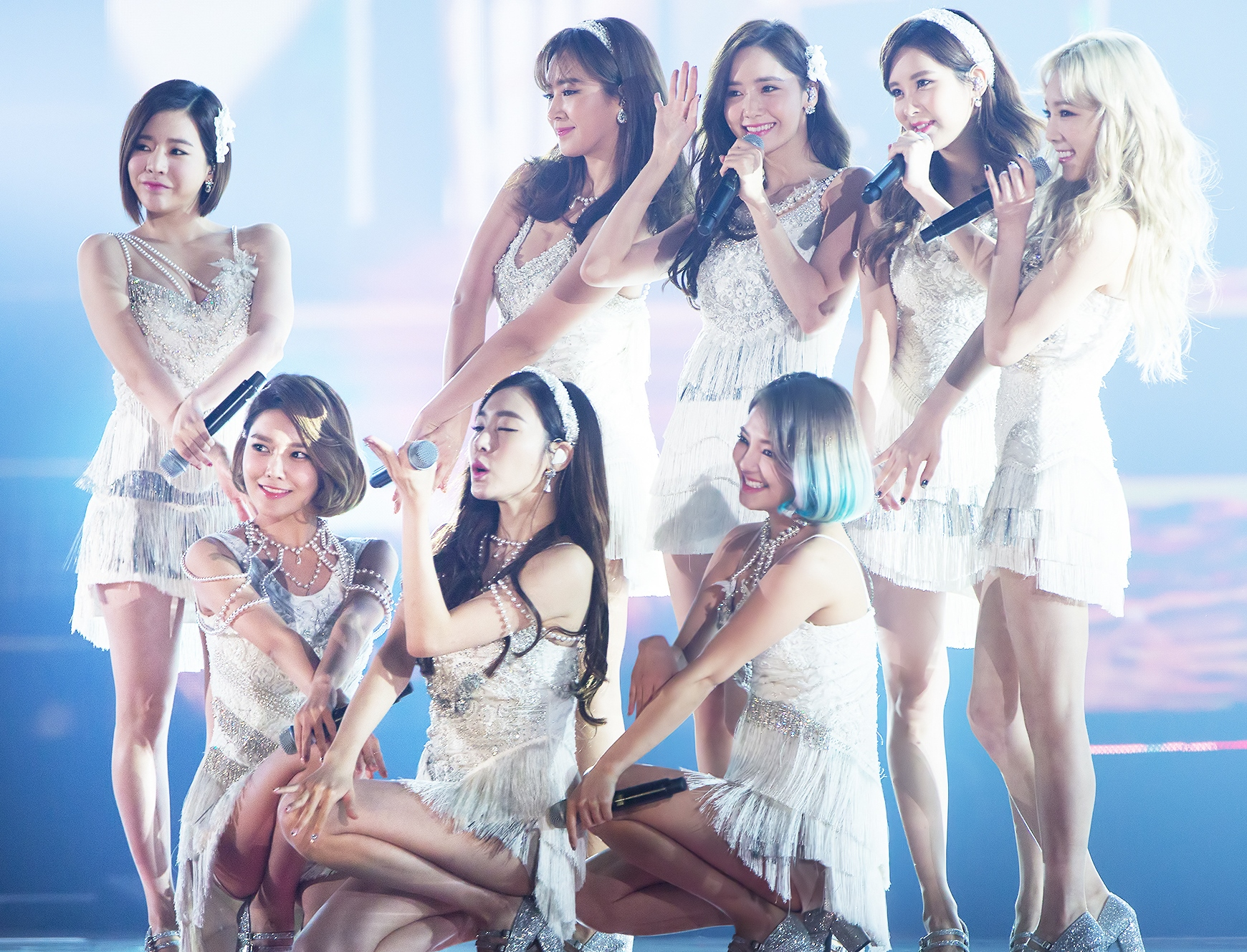
En 2015, au KBS Gayodaechukje après leur performance sur Lion Heart
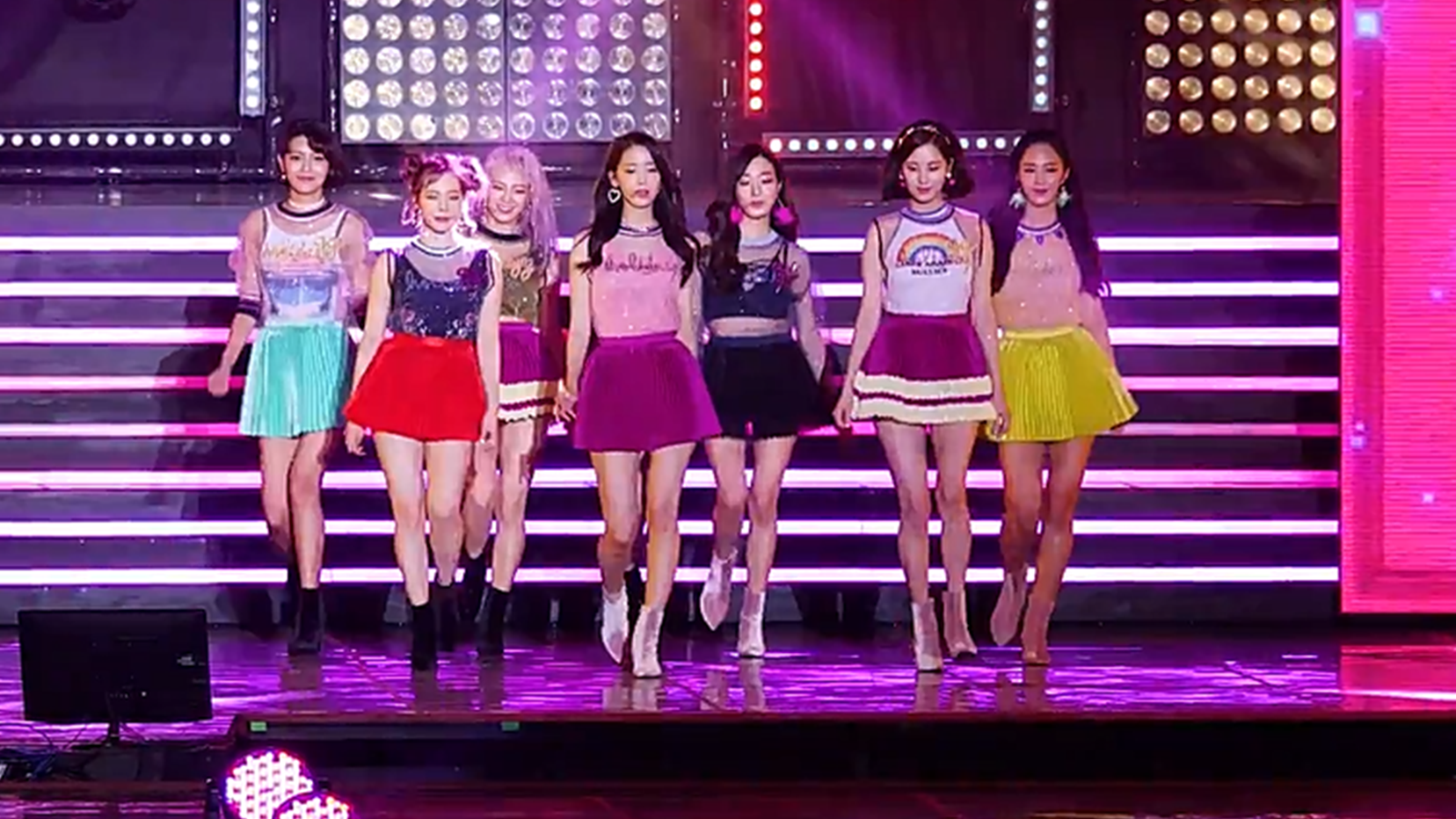
En 2017, à l'occasion de leur 10e anniversaire, le concept choisi est coloré et festif

## Publicité
Les Girls' Generation font de la promotion pour de nombreux produits et événements en Corée du Sud. En mai 2010, les filles sponsorisent au côté du groupe 2PM le parc aquatique Caribbean Bay, situé à Yongin, avec le titre Cabi Song accompagné d'un clip vidéo réalisé avec les deux groupes. en avril 2009, les Girls' Generation faisaient régulièrement de la publicité pour la société Goobne Chicken spécialisée dans la commercialisation de volailles,. En janvier 2011 sort le clip vidéo Visual Dream pour la promotion des produits Intel.
Le groupe participe à de nombreuses publicités pour LG Electronics. Le 7 octobre 2009, sort le single digital Chocolate Love réalisé en compagnie du groupe f(x) pour le nouveau téléphone portable LG Chocolate. Puis en avril 2010, pour le téléphone LG Cookie, plusieurs publicités sont réalisées avec les filles accompagnées du nouveau titre Cooky.

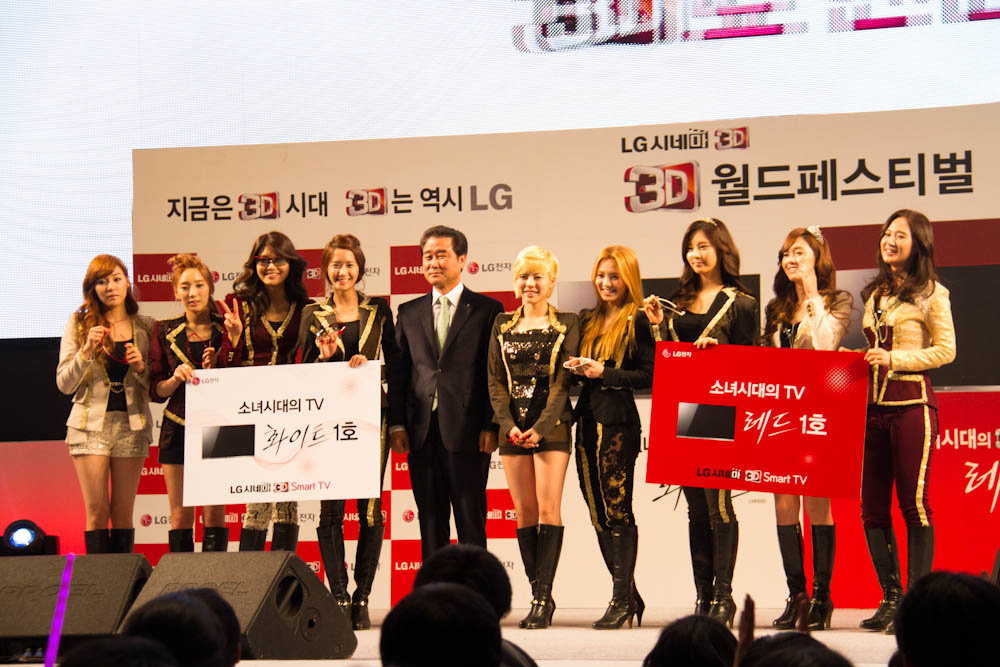
SNSD au LG Cinema 3D World Festival

Les Girls' Generation ont également fait de la publicité pour Samsung Electronics. Le 14 avril 2009, le groupe sort en single digital le titre HaHaHa pour une campagne d'information de Samsung. Le 23 octobre 2010, est révélé une nouvelle version du clip vidéo Tell Me Your Wish. Celui-ci est réalisé en 3D pour la sortie des nouveaux téléviseurs Samsung PAVV 3D LED.
En 2011 et 2012, les membres de Girls' Generation étaient les célébrités ayant filmé le plus de publicités en Corée du Sud. En janvier 2012, LG Electronics annonce que les Girls' Generation feront de la publicité pour les téléviseurs Cinema 3D TV.
Par la suite, le groupe tourne encore d'autres publicités, mais avec le temps qui passe, les membres deviennent des ambassadrices individuelles pour différentes marques.

## Membres
Le groupe, formé en 2007, était composé de 9 membres. Puis 8 à partir du 30 septembre 2014.
| Nom de scène | Nom de scène | Nom de naissance      | Nom de naissance | Date de naissance | Nationalité             | Position                                                              |
| Romanisé     | Coréen       | Romanisé              | Coréen           | Date de naissance | Nationalité             | Position                                                              |
| ------------ | ------------ | --------------------- | ---------------- | ----------------- | ----------------------- | --------------------------------------------------------------------- |
| Taeyeon      | 태연         | Kim Tae-yeon          | 김태연           | 9 mars 1989       | Sud-coréenne            | Leader, chanteuse principale, unnie (la plus âgée)                    |
| Sunny        | 써니         | Lee Sun-kyu           | 이순규           | 15 mai 1989       | Américano/ Sud-coréenne | Chanteuse secondaire, rappeuse                                        |
| Tiffany      | 티파니       | Stephanie Young Hwang | 황미영           | 1er août 1989     | Américaine              | Chanteuse secondaire, rappeuse                                        |
| Hyo-yeon     | 효연         | Kim Hyo-yeon          | 김효연           | 22 septembre 1989 | Sud-coréenne            | Danseuse principale, rappeuse principale, chanteuse                   |
| Yuri         | 유리         | Kwon Yu-ri            | 권유리           | 5 décembre 1989   | Sud-coréenne            | Danseuse principale, rappeuse secondaire, chanteuse                   |
| Sooyoung     | 수영         | Choi Su-yeong         | 최수영           | 10 février 1990   | Sud-coréenne            | Danseuse secondaire, rappeuse secondaire, chanteuse                   |
| Yoona        | 윤아         | Im Yoon-ah            | 임윤아           | 30 mai 1990       | Sud-coréenne            | Danseuse secondaire, rappeuse secondaire, chanteuse, visuelle, centre |
| Seohyun      | 서현         | Seo Ju-hyeon          | 서주현           | 28 juin 1991      | Sud-coréenne            | Chanteuse secondaire, maknae (la plus jeune)                          |

### Ancienne membre
| Nom de scène | Nom de scène | Nom de naissance | Nom de naissance | Date de naissance | Nationalité | Position             | Date de départ    |
| Romanisé     | Coréen       | Romanisé         | Cor./chi.        | Date de naissance | Nationalité | Position             | Date de départ    |
| ------------ | ------------ | ---------------- | ---------------- | ----------------- | ----------- | -------------------- | ----------------- |
| Jessica      | 제시카       | Jessica Jung     | 제시카 정        | 18 avril 1989     | Américaine  | Chanteuse principale | 30 septembre 2014 |

## Discographie
| Coréenne Albums Girls' Generation ( 2007 ) Oh! ( 2010 ) The Boys ( 2011 ) I Got a Boy ( 2013 ) Lion Heart ( 2015 ) Holiday Night ( 2017 ) Forever 1 (2022) Mini-albums Gee ( 2009 ) Tell Me Your Wish (Genie) ( 2009 ) Hoot ( 2010 ) Mr.Mr. ( 2014 ) Japonaise Albums Girls' Generation ( 2011 ) Girls & Peace ( 2012 ) Love & Peace ( 2013 ) |

### Live

#### Album
- Into the New World (2009)
- 2011 Girls' Generation Tour (2011)

## Tournées
- Into the New World (2009–2010)
- The First Japan Arena Tour (2011)
- 2011 Girls' Generation Tour (2011–2012)
- Girls' Generation Ⅱ ～Girls&Peace～ Japan 2nd Tour (2013)
- 2013 Girls' Generation World Tour - Girls & Peace (2013)
- The 3rd Japan Tour - Love & Peace (2014)
- The 4th Tour Phantasia (2015 - 2016)

### Participations
- SM Town Live '08 (2008–2009)
- SM Town Live '10 World Tour (2010–2011)
- SM Town Live '12 World Tour (2012–2013)
- SMTown Week (2013)
- KCON (2014)
- KCON (2015)
- SMTown Live World Tour IV (2014-2015)
- Best of Best K-Pop Concert (2015)
- SMTown Live World Tour V (2016)
- SM Town Live World Tour VI (2017)
- SM Town Live 2022 : SMCU Express at Human City Suwon (2022)

## Vidéographie
- 2010 : Girls in Tokyo
- 2010 : New Beginning of Girls’ Generation
- 2011 : All About Girls’ Generation: Paradise in Phuket
- 2011 : Into The New World Concert DVD
- 2011 : The 1st Japan Tour
- 2012 : Girls' Generation - Complete Video Collection
- 2012 : 2011 Girls' Generation Tour
- 2013 : The 2d Japan Tour "Girls & Peace"

## Activités

### Dramas
- 2007 : Kimcheed Radish Cubes
- 2007 : Unstoppable Marriage : Yuri et SooYoung
- 2008/2009 : You Are My Destiny : YoonA
- 2009 : Cinderella Man : YoonA
- 2011 : Sazae-san 3
- 2012 : Love Rain : YoonA
- 2012 : Wild Romance : Jessica
- 2012 : Fashion King : Yuri
- 2013 : Cyrano Agency : SooYoung
- 2013 : Passionate Love : SeoHyun
- 2013/2014 : The Prime Minister And I : YoonA
- 2014 : My Spring Days : SooYoung
- 2016 : 38 Task Force : SooYoung
- 2016 : Scarlet Heart: Goryeo : SeoHyun
- 2016 : God of War: Zhao Hyun : YoonA
- 2016 : The K2 : YoonA
- 2017 : Defendant : Yuri
- 2017 : Bad Thief, Good Thief : SeoHyun
- 2017 : The King in Love : YoonA
- 2017 : People You May Know : SooYoung
- 2017 : Man Who Sets the Table : SooYoung
- 2018 : Time : Seohyun
- 2018 : Dae Jang Geum is Watching : Yuri
- 2018 : Sound of your Heart Reboot : Yuri
- 2019 : Canvas the Emperor : Seohyun
- 2020 : Run On : Sooyoung
- 2020 : Private Life : Seohyun
- 2020 : Tell Me What You Saw : Sooyoung
- 2020 - 2021 : Hush : YoonA
- 2021 : Move To Heaven : Sooyoung
- 2021 : So I Married The Anti-Fan : Sooyoung
- 2021 : Racket Boys : Yuri
- 2021 : Bossam : Steal The Fate : Yuri
- 2022 : Jinxed at First : Seohyun
- 2022 : Good Job : Yuri
- 2022 : If You Wish Upon Me : Sooyoung
- 2022 : Please Send My Fan Letter : Sooyoung
- 2022 : Uncle : Sooyoung
- 2022 : Big Mouth : YoonA
- 2022 : Curtain Call : Seohyun
- 2022 : Reborn Rich : Tiffany
- 2023 : King The Land : YoonA
- 2023 : Nam Nam : Sooyoung
- 2023 : Song of the Bandits : Seohyun

### Télé-réalités
| Année       | Nom du programme                             | Groupe ou membres                                               | Chaîne       |
| ----------- | -------------------------------------------- | --------------------------------------------------------------- | ------------ |
| 2007        | Girls' Generation Goes to School             | Girls' Generation                                               | Mnet         |
| 2007        | MTV Girls Generatio Behin Story              | Girls' Generation                                               | MTV          |
| 2007 - 2008 | Boys & Girls Music Countdown                 | Tiffany                                                         | Mnet         |
| 2007        | Family Entertainment                         | Sooyoung et Yuri                                                | KBS1         |
| 2008        | Park Kyung Lim's Wonderful Outing            | Girls' Generation                                               | MBC          |
| 2008        | Shin Dong-yup And Shin Bong-sun's Campagne   | Tiffany                                                         | KBS2TV       |
| 2008        | Girls' Generation's Factory Girl             | Girls' Generation                                               | Mnet         |
| 2009        | We Got Married                               | Taeyeon                                                         | MBC          |
|             | Family Entertainment                         | Jessica Jung, Tiffany, Hyo-yeon, Sunny, Sooyoung                | KBS1         |
| 2009 - 2010 | The M                                        | Sunny                                                           | MTV          |
| 2009 - 2012 | Show! Music Core                             | Yuri et Tiffany                                                 | MBC          |
| 2009        | Happy Time, Fantastic Mates Season 2         | Sooyoung                                                        | MBC          |
| 2009        | Girls' Generation's Horror Movie Factory     | Girls' Generation                                               | MBC          |
| 2009        | Girls' Generation's Cheer Up!                | Girls' Generation                                               | MBC          |
| 2009        | Girls' Generation's Hello Baby               | Girls' Generation                                               | KBS joy      |
| 2009        | Happy Together Season 3                      | Jessica Jung                                                    | KBS2TV       |
| 2009 - 2010 | Invincible Youth Season 1                    | Sunny et Yuri                                                   | KBS2TV       |
| 2010        | Win Win                                      | Taeyeon                                                         | KBS2TV       |
| 2010        | Star King                                    | Yuri et Jessica Jung                                            | SBS          |
| 2010        | Family Outing Season 2                       | Yoona                                                           | SBS          |
| 2010        | Happy Together Season 3                      | Taeyeon, Sunny, Sooyoung, Yuri et Seohyun                       | KBS2TV       |
| 2010 - 2011 | We Got Married Season 2                      | Seohyun                                                         | MBC          |
| 2010        | Right Now It's Girls' Generation             | Girls' Generation                                               | Y - Star     |
| 2010        | Running Man                                  | Yuri                                                            | SBS          |
| 2010        | Happy Birthday                               | Jessica Jung                                                    | KBS2TV       |
| 2011 - 2012 | Invincible Youth Season 2                    | Sunny et Hyoyeon                                                | KBS2TV       |
| 2011        | Star Life Theater                            | Girls' Generation                                               | KBS          |
| 2011        | Girls' Generation and Dangerous Boys         | Girls' Generation                                               | JTBC         |
| 2011        | Running Man                                  | Taeyeon, Hyoyeon, Tiffany, Jessica Jung, Yuri, Yoona et Seohyun | SBS          |
| 2011        | Running Man                                  | Sunny et Yoona                                                  | SBS          |
| 2011        | Dalgona                                      | Hyoyeon, Yuri et Sooyoung                                       | SBS          |
| 2012 - 2013 | Show! Music Core                             | Girls' Generation-TTS                                           | MBC          |
| 2012        | Music Island                                 | Sunny                                                           | MTV          |
| 2012        | Dancing With The Star Season 2               | Hyoyeon                                                         | MBC          |
| 2012        | Happy Together                               | Taeyeon, Tiffany et Jessica Jung                                | KBS2TV       |
| 2012        | Running Man                                  | Taeyeon                                                         | SBS          |
| 2012 - 2014 | Midnight TV Entertainment                    | Sooyoung                                                        | SBS          |
| 2012        | Invincible Youth Season 2                    | Hyoyeon                                                         | KBS          |
| 2013        | Blind Test Show 180 Degrees                  | Hyoyeon                                                         | MBC          |
| 2013        | Dancing9                                     | Hyoyeon et Yuri                                                 | Mnet         |
| 2013        | Happy Together Season 3                      | Tiffany, Yuri, Hyoyeon et Yoona                                 | KBS2TV       |
| 2013        | Happy Together Season 3                      | Yoona                                                           | KBS2TV       |
| 2013        | Running Man                                  | Jessica Jung                                                    | SBS          |
| 2014        | The Taetiseo                                 | Girls' Generation-TTS                                           | On Style     |
| 2014        | Happy Together Season 3                      | Sunny                                                           | KBS2TV       |
| 2014        | Healing Camp                                 | Girls' Generation                                               | SBS          |
| 2014        | Jessica & Krystal                            | Jessica Jung                                                    | On Style     |
| 2014 - 2015 | Roomate                                      | Sunny                                                           | SBS          |
| 2015        | Hyoyeon's One Million Likes                  | Hyoyeon                                                         | On Style     |
| 2015        | Mash Up                                      | Hyoyeon                                                         | SBS MTV      |
| 2015        | Dating Alone                                 | Yuri                                                            | JTBC         |
| 2015        | Animals                                      | Yuri                                                            | MBC          |
| 2015        | MAPS                                         | Yuri                                                            | O'Live       |
| 2015        | The Rallyist                                 | Yuri                                                            | SBS          |
| 2015        | Law of the Jungle                            | Yuri                                                            | SBS          |
| 2015        | Our Neighborhood Arts and Physical Education | Yuri                                                            | KBS2TV       |
| 2015        | Cannel Soshi                                 | Girls' Generation                                               | On Style     |
| 2015        | Weekly Idol                                  | Girls' Generation                                               | MBC          |
| 2015        | Running Man                                  | Girls' Generation                                               | SBS          |
| 2015        | Serial Shopping Family                       | Sunny                                                           | JTBC         |
| 2016        | Voice War : God's Voice                      | Sunny                                                           | SBS          |
| 2016        | Happy Together Season 3                      | Sunny                                                           | KBS2TV       |
| 2016        | Chunhajangsa                                 | Sunny                                                           | JTBC         |
| 2016        | Star Advent                                  | Sunny et Hyoyeon                                                | Shandong TV  |
| 2016        | Get It Beauty                                | Hyoyeon                                                         | On Style     |
| 2016        | Hyoyeon's 10 Million Likes                   | Hyoyeon                                                         | On Style     |
| 2016        | Hit The Stage                                | Hyoyeon                                                         | Mnet         |
| 2017        | Running Man                                  | Girls' Generation                                               | SBS          |
| 2017        | Knowing Bros                                 | Girls' Generation                                               | JTBC         |
| 2017        | Happy Together Season 3                      | Girls' Generation                                               | KBS2TV       |
| 2017 - 2018 | To You, From Me                              | Sunny                                                           | E Channel    |
| 2018        | Girls For Rest                               | Girls' Generation-Oh!GG                                         | JTBC         |
| 2018        | Talk To You Season 2                         | Yuri                                                            | SBS          |
| 2018        | Secret Unnie                                 | Hyoyeon                                                         | JTBC         |
| 2018        | Where is Mr.Kim?                             | Hyoyeon                                                         | tvN          |
| 2018        | My English Puberty                           | Hyoyeon                                                         | tvN          |
| 2018        | Running Man                                  | Sooyoung                                                        | SBS          |
| 2018        | Weekly Idol                                  | Yuri                                                            | MBC          |
| 2018        | Makgeolli on the Rooftop                     | Yuri                                                            | Channel A    |
| 2018        | Can Love Be Translated?                      | Sunny                                                           | XtvN         |
| 2018        | Real Life Men and Women                      | Sunny                                                           | MBN          |
| 2018        | Super Model 2018 Survival                    | Sunny                                                           | SBS          |
| 2018 - 2019 | Video Star                                   | Sunny                                                           | MBC          |
| 2019        | Shall We Chicken                             | Sunny                                                           | JTBC         |
| 2019        | Knowing Brother                              | Yoona                                                           | JTBC         |
| 2019        | Running Man                                  | Yoona                                                           | SBS          |
| 2019        | Begin Again Season 3                         | Taeyeon                                                         | JTBC         |
| 2019        | Amazing Saturday - Doremi Market             | Taeyeon et Sunny                                                |              |
| 2019        | Running Man                                  | Sunny                                                           | SBS          |
| 2019        | Running Man                                  | Tiffany                                                         | SBS          |
| 2019        | Get It Beauty                                | Tiffany                                                         | OnStyle      |
| 2019        | King of Mask Singer                          | Tiffany                                                         | MBC          |
| 2020        | Knowing Brother                              | Yoona                                                           | JTBC         |
| 2020        | Good Girl                                    | Hyoyeon                                                         | Mnet         |
| 2020        | Dogs are incredible                          | Yuri                                                            | KBS          |
| 2020        | Dogs are incredible                          | Hyoyeon                                                         | KBS          |
| 2020        | Knowing Brother                              | Seohyun                                                         | JTBC         |
| 2020        | Amazing Saturday - Doremi Market             | Hyoyeon et Sunny                                                | JTBC         |
| 2020        | Where is my home ?                           | Sunny                                                           | KBS          |
| 2020        | Yurang Market                                | Hyoyeon                                                         | JTBC         |
| 2020        | Urban Fisherman 2                            | Hyoyeon                                                         | Channel A    |
| 2021        | Girls Planet 999                             | Tiffany                                                         | Mnet         |
| 2021        | You Quizz on the block                       | Girls' Generation                                               | JTBC         |
| 2021        | Amazing Saturday                             | Taeyeon                                                         | JTBC         |
| 2021        | Unnie's Beauty Carpool                       | Hyoyeon                                                         | Naver TV     |
| 2021        | Knowing Brother                              | Tiffany                                                         | JTBC         |
| 2021        | Knowing Brother                              | Yoona                                                           | JTBC         |
| 2021        | My Teenage Girl                              | Yuri                                                            | MBC          |
| 2022        | Running Man                                  | Hyoyeon et Yuri                                                 | SBS          |
| 2022        | Dolsing Fourmen                              | Hyoyeon                                                         | SBS          |
| 2022        | Take Care Of Me This Week                    | Sooyoung                                                        | tvN          |
| 2022        | Queendom 2                                   | Taeyeon                                                         | Mnet         |
| 2022        | Amazing Saturday                             | Taeyeon                                                         | JTBC         |
| 2022        | Amazing Saturday                             | Girls' Generation                                               | JTBC         |
| 2022        | Soshi Tamtam                                 | Girls' Generation                                               | JTBC         |
| 2022        | The Game Caterers 2                          | Taeyeon, Sunny, Tiffany, Hyo-yeon, Sooyoung et Yoona            | tvN          |
| 2022        | MMTG                                         | Girls' Generation                                               | SBS          |
| 2022        | Knowing Brother                              | Girls' Generation                                               | JTBC         |
| 2022        | Omniscient Interfering                       | Seohyun                                                         | MBC          |
| 2022        | Omniscient Interfering                       | Sooyoung                                                        | MBC          |
| 2022        | The Travelog                                 | Sunny et Hyoyeon                                                | SBS          |
| 2022        | The Zone Season 1                            | Yuri                                                            | Disney +     |
| 2023        | Peak Time                                    | Tiffany                                                         | JTBC         |
| 2023        | Amazing Saturday                             | Sunny                                                           | JTBC         |
| 2023        | Amazing Saturday                             | Taeyeon                                                         | JTBC         |
| 2023        | Amazing Saturday                             | Hyoyeon                                                         | JTBC         |
| 2023        | The Genius Paik                              | Yuri                                                            | tvN          |
| 2023        | The Zone Season 2                            | Yuri                                                            | Disney +     |
| 2023        | Queendom Puzzle                              | Taeyeon                                                         | Mnet         |
| 2023        | R U NEXT ?                                   | Sooyoung                                                        | JTBC         |
| 2023        | Youngjur Bonjour                             | Sooyoung                                                        | Dingo Studio |
| 2023        | 290 Millions                                 | Sooyoung                                                        | tvN          |
| 2023        | LASTART                                      | Hyoyeon                                                         |              |

### Photobooks
- 2010 : Girls' Generation 1st Photobook in Tokyo
- 2011 : All About Girls Generation: Paradise in Phuket
- 2011 : Girls' Generation Japan 1st Official Photobook : Holiday
- 2014 : Girls' Generation In Las Vegas